# Латиноамериканське мистецтво

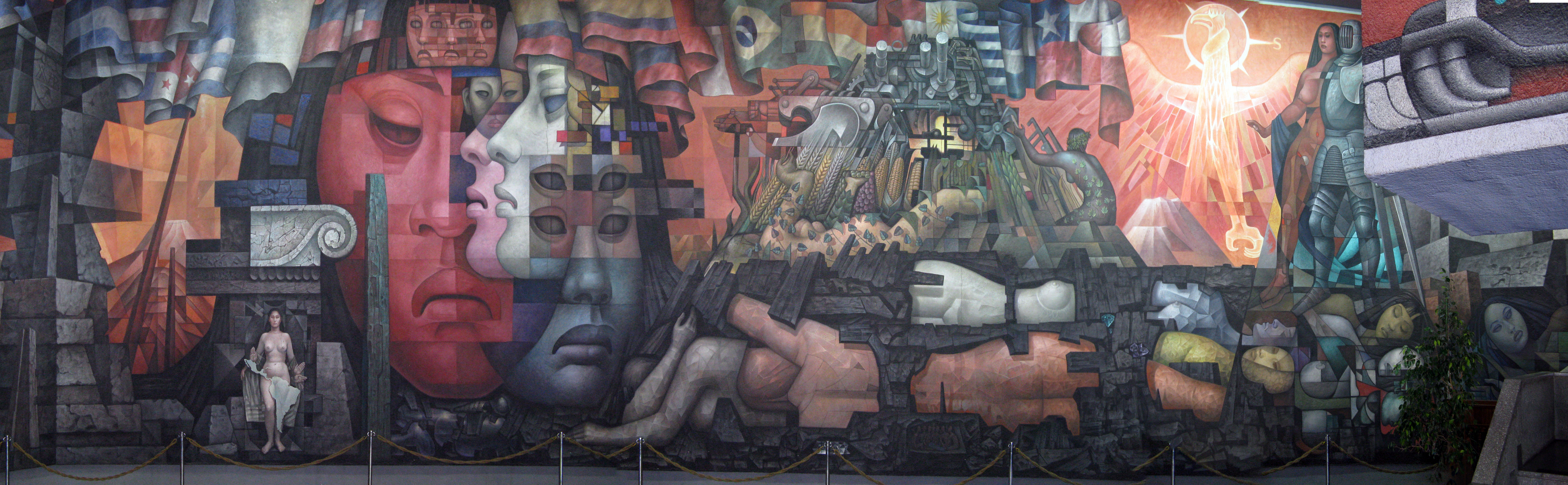
Фреска Хорхе Гонсалеса Камарени

Латиноамериканське мистецтво — об'єднана назва культурної діяльності різних етносів Південної Америки, Центральної Америки, Карибського басейну та Мексики, а також латиноамериканців, що проживають в інших регіонах.
Мистецтво сягає корінням у різні культури народів, які населяли Америку до європейської колонізації в шістнадцятому столітті. Кожна культура розвивалась під впливом релігійних та духовних проблем. Їх творчість загальновідома і називається мистецтвом доколумбового періоду. Відбулося поєднання американської, європейської та африканської культур, що призвело до створення унікальної спадщини.

## Колоніальний період
.

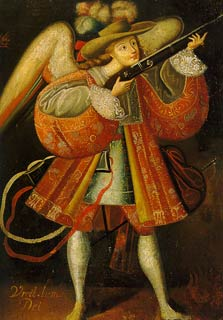
Архангел Уран, анонім, школа Куско 18 століття

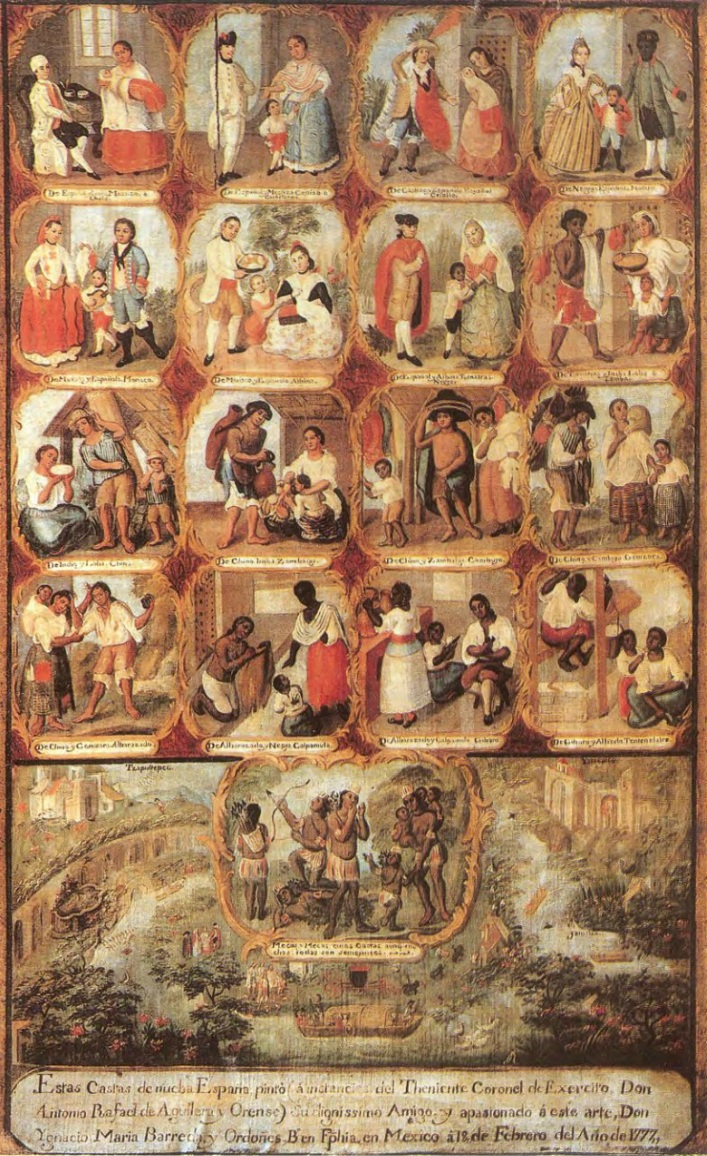
Зображення кастової системи расової ієрархії у Мексиці вісімнадцятого століття, автор Ігнасіо Марія Барреда. Більшість картин із касти були окремими полотнами, на яких зображена лише одна сім'я

Протягом колоніального періоду суміш корінних традицій та європейських впливів (головним чином завдяки християнським вченням братів францисканців, августинців та домініканців) сформувала особливе християнське мистецтво, відоме як індохристиянське мистецтво. Окрім мистецтва корінних народів, на розвиток латиноамериканського візуального мистецтва вплинули іспанський, португальський, французький та голландський живопис у стилі бароко. На живопис бароко часто впливали італійські майстри.
Школа Куско вважається першим центром живопису в європейському стилі в Америці. У 17-18 століттях іспанські викладачі мистецтва навчали художників кечуа писати релігійні образи у класичному стилі та стилях Відродження.
У Новій Іспанії вісімнадцятого століття мексиканські художники з кількома іспанськими художниками створювали картини системи расової ієрархії, відомі як картини касти. Це була виключно мексиканська форма, проте, один комплект був виготовлений в Перу. Картини касти були світським видом мистецтва. Лише одна відома картина касти мало відомого живописця Луїса де Мена поєднує касту з мексиканською Богородицею Гваделупською. Деякі з мексиканських художників писали твори касти, зокрема, Мігель Кабрера. Більшість картин касти були на декількох полотнах. Було кілька поодиноких полотняних картин, на яких була показана расова ієрархія. Картини демонструють ідеалізовані сімейні угруповання, причому батько є одної расової категорії, мати — іншої, а їхнє потомство — третьою расовою категорією. Цей жанр живопису процвітав близько століття. Завершився етап у 1821 році, з незалежністю Мексики та скасуванням легальних расових категорій.
У XVII столітті Нідерланди захопили багатий район виробництва цукру в португальській колонії Бразилії (1630—1654). Голландський художник Альберт Екхаут написав ряд важливих портретів соціальних типів у Бразилії. Це були зображення корінних чоловіків і жінок.
Наукові експедиції, затверджені іспанським королем, розпочали вивчення Іспанської Америки. Було зафіксовано її флору та фауну. Іспанець Хосе Челестіно Мутіс, лікар і послідовник шведського вченого Карла Ліннея, очолив експедицію, що розпочалася в 1784 році на півночі Південної Америки. Місцевими художниками були еквадорські індіанці, які виготовили п'ять тисяч кольорових малюнків природи, всі вони були опубліковані. Експедиція, метою якої було наукове відстеження природної краси та багатства Америки, була відступом від тривалого традиційного релігійного мистецтва.
Олександр фон Гумбольдт та французький ботанік Еме Бонпланд п'ять років подорожували по Іспанській Америці (1799—1804), досліджуючи наукову інформацію, а також одяг та спосіб життя місцевого населення. Робота Гумбольдта стала натхненням і шаблоном для роботи в XIX столітті, а також репортерами-мандрівниками, які фіксували сцени повсякденного життя.
У 1818 р. французький живописець Жан Батіст Верме заснував Академію Сан-Алехандро в Гавані на Кубі, першу академією мистецтв у Латинській Америці.

### Історіографія колоніального мистецтва та архітектури
Історія мистецтва Латинської Америки була написана тими, хто навчався на кафедрах мистецтвознавства. Протягом багатьох років основна увага приділялася або доколумбовому періоду (ольмеків, майя, ацтеків, інків), а потім відбувався стрибок у XX століття. Недавно колоніальна ера та XIX століття перетворилися на сфери зосередження. Колоніальна архітектура стала предметом низки важливих досліджень.
У колоніального мистецтва давні традиції, особливо в Мексиці. В останні роки спостерігається бум публікацій про колоніальне мистецтво. Багато творів стосуються виключно іспанської Америки.
Виставки колоніального мистецтва спонукали до створення детальних каталогів.

### Галерея

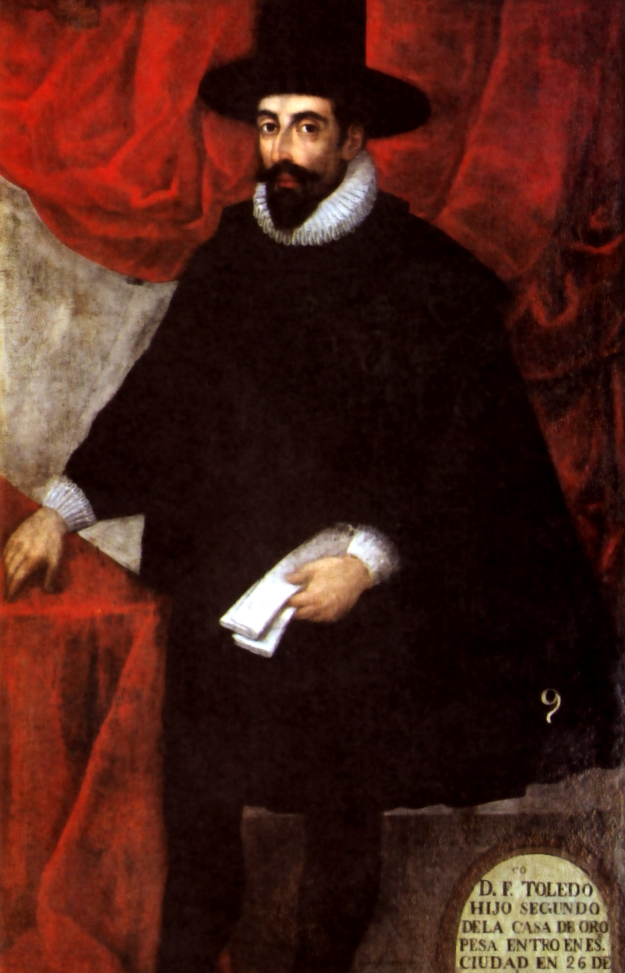
Офіційний портрет віце-короля Франциска де Толедо
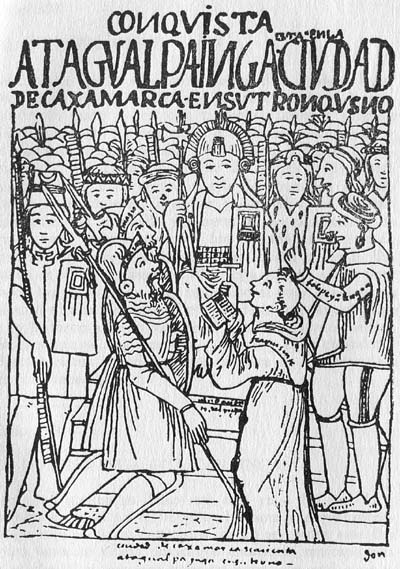
Гуаман Пома де Айяла ілюстрація зустрічі Атауальпи та Франциско Пісарро.
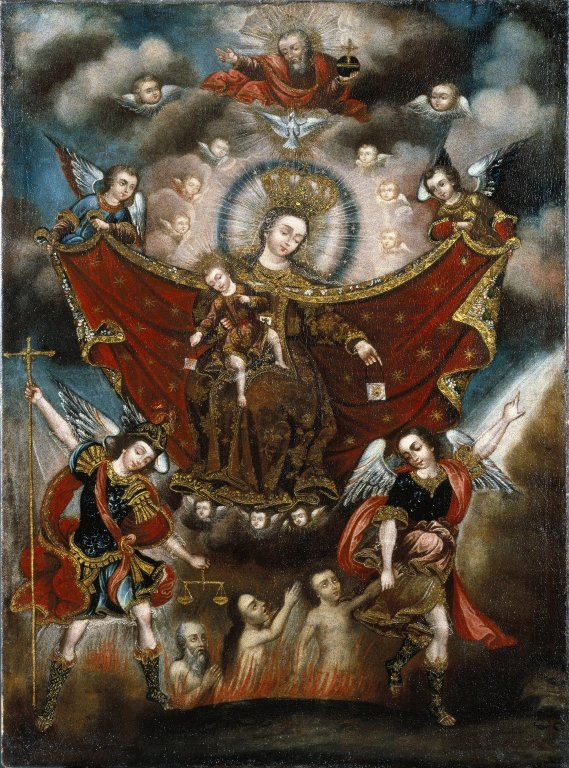
Богородиця Кармельська, яка рятує душі в Чистилищі,. Перу. Дієго Квіспе Тіто, 17 століття, колекція Бруклінського музею
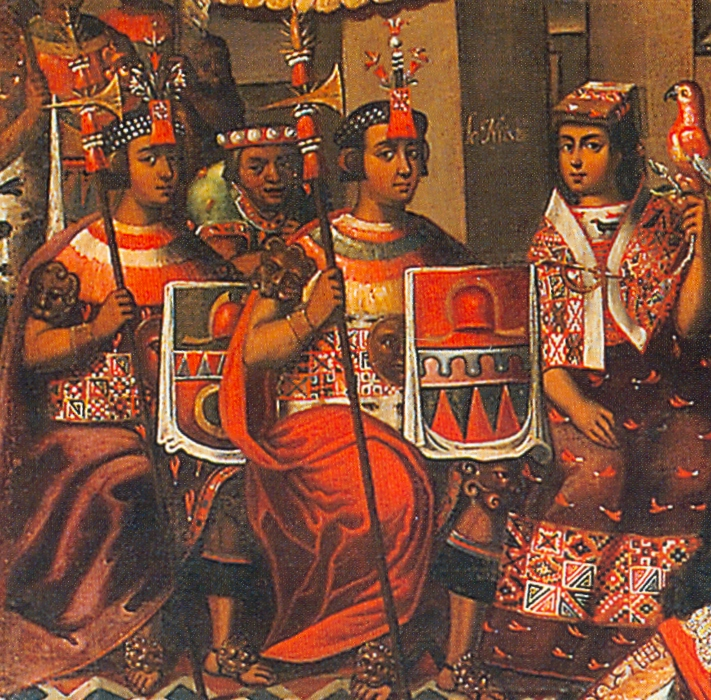
Шлюб капітана Мартіна де Лойоли з Беатріс Снуста, c. 1675–1690 рр., Церква Ла-компанії де Хесус, Куско, Перу.
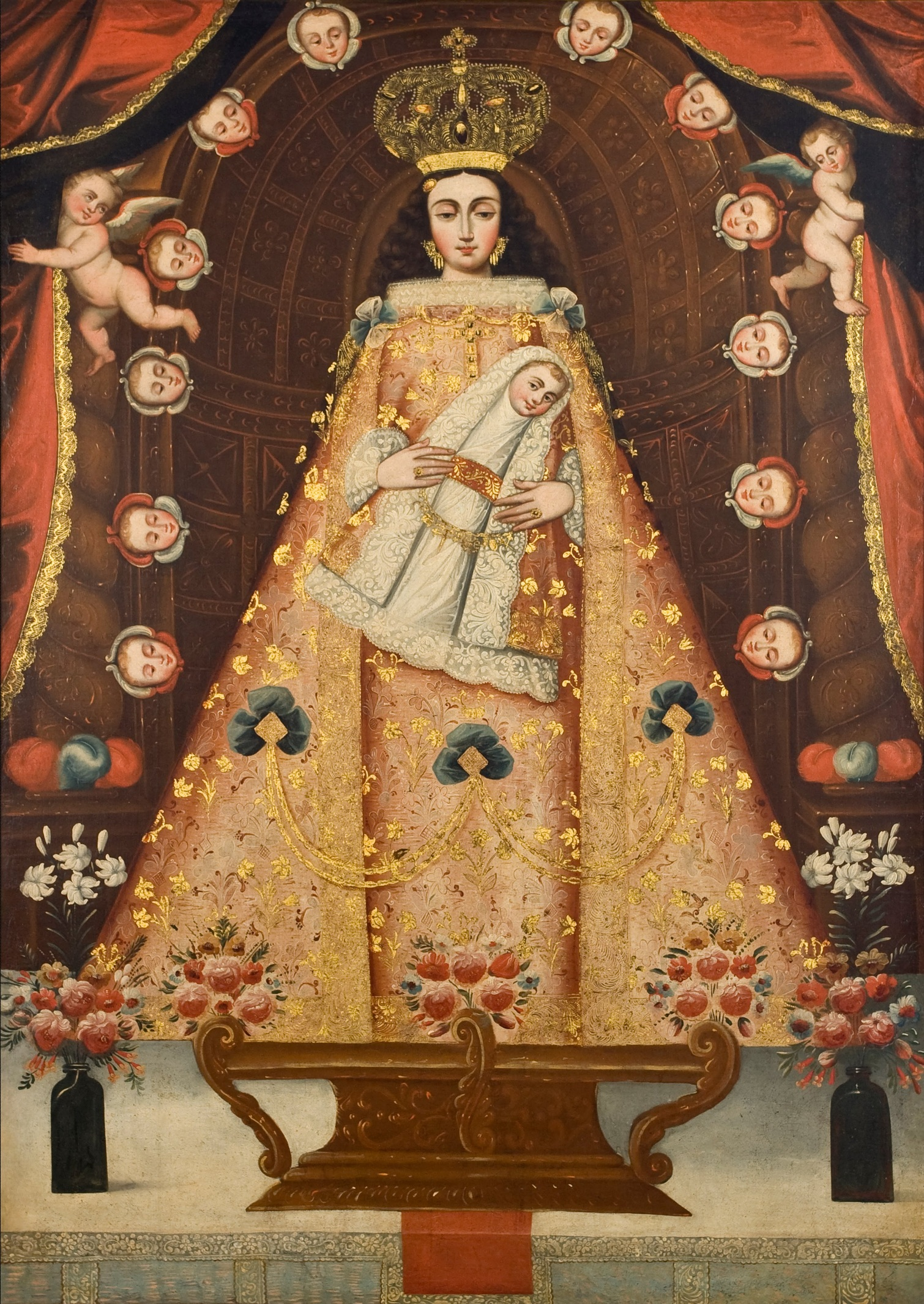
Богоматір Бетелемська, Перу, анонім, 18 століття
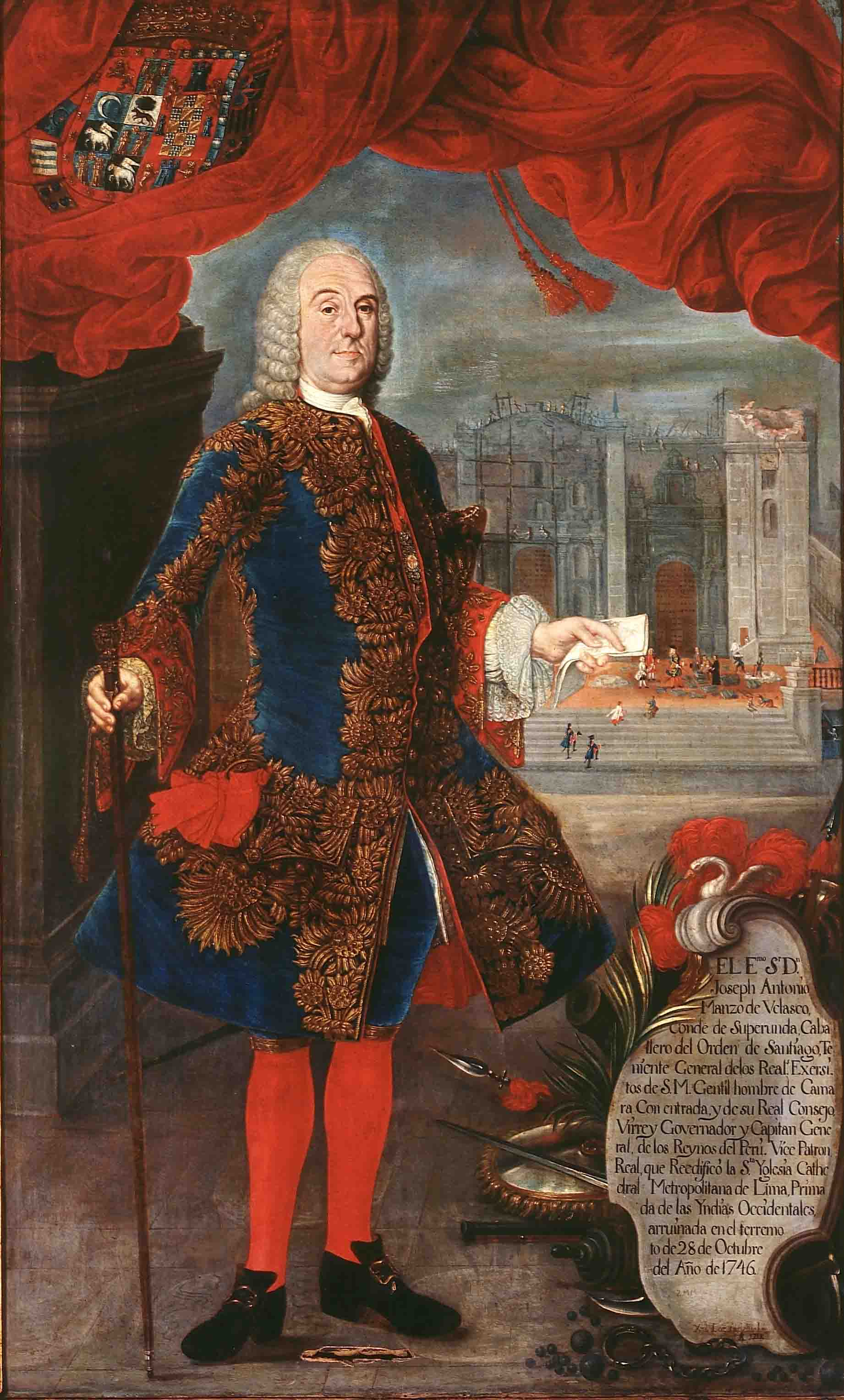
Віце-король Перу, дон Хосе Мансо де Веласко, 1-й граф Суперунди  18 ст.
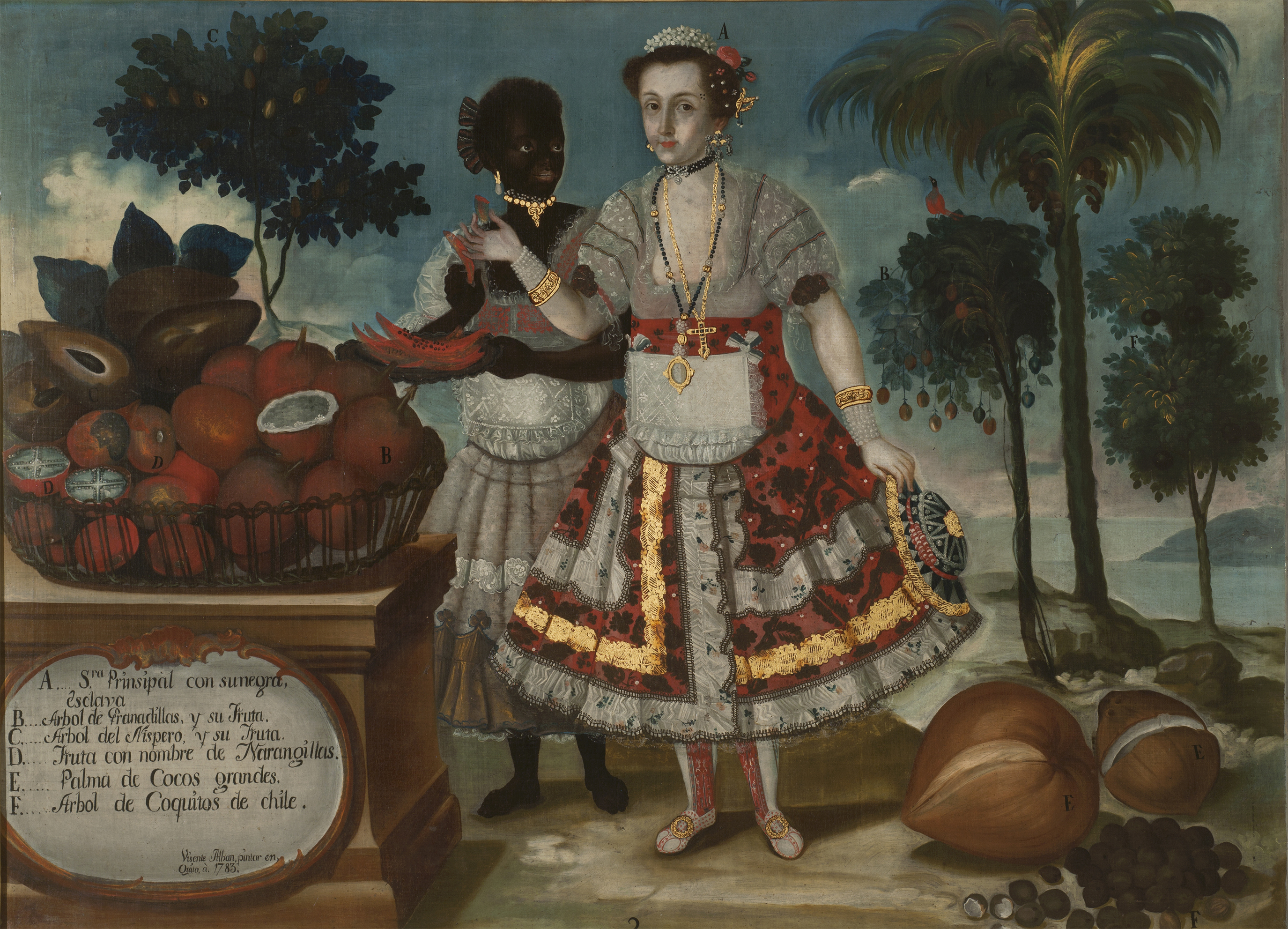
Вісенте Олбан. Іспанка і її чорний раб. Кіто, 18 століття
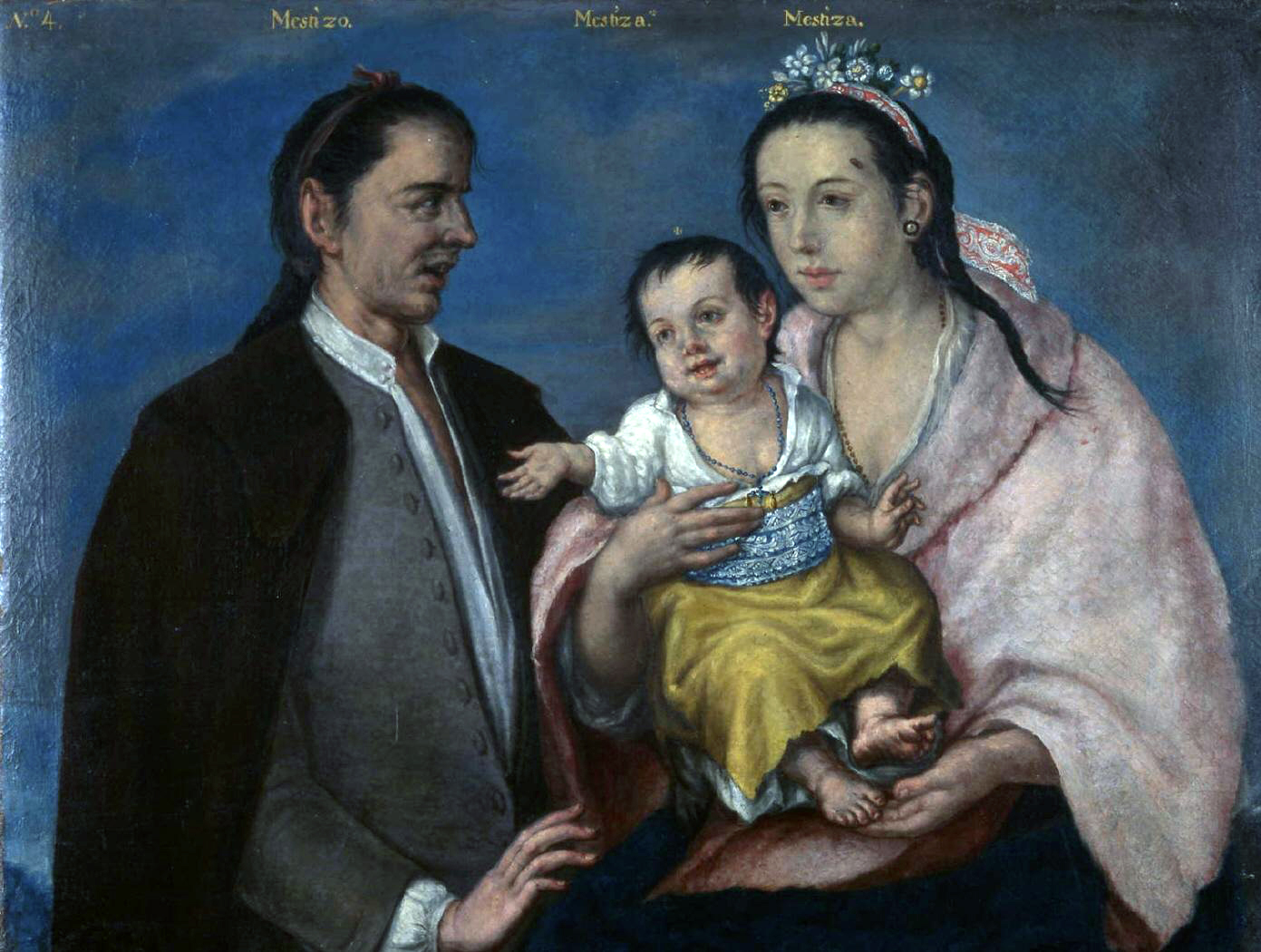
Метиси, Mestiza, метиси перуанської Каста картини, що показує змішані шлюби в межах категорії Касти. 18 ст.
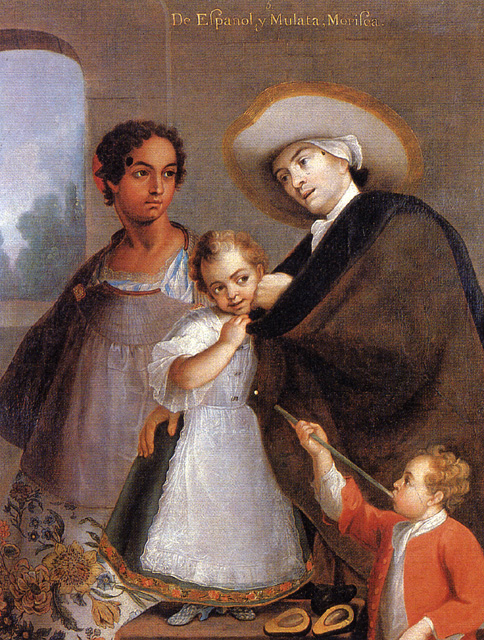
Мігель Кабрера (Мексика) Кастаживопис, Іспанець і Мулатта, Моріска. Полотно, олія. Приватна колекція. 18 ст.
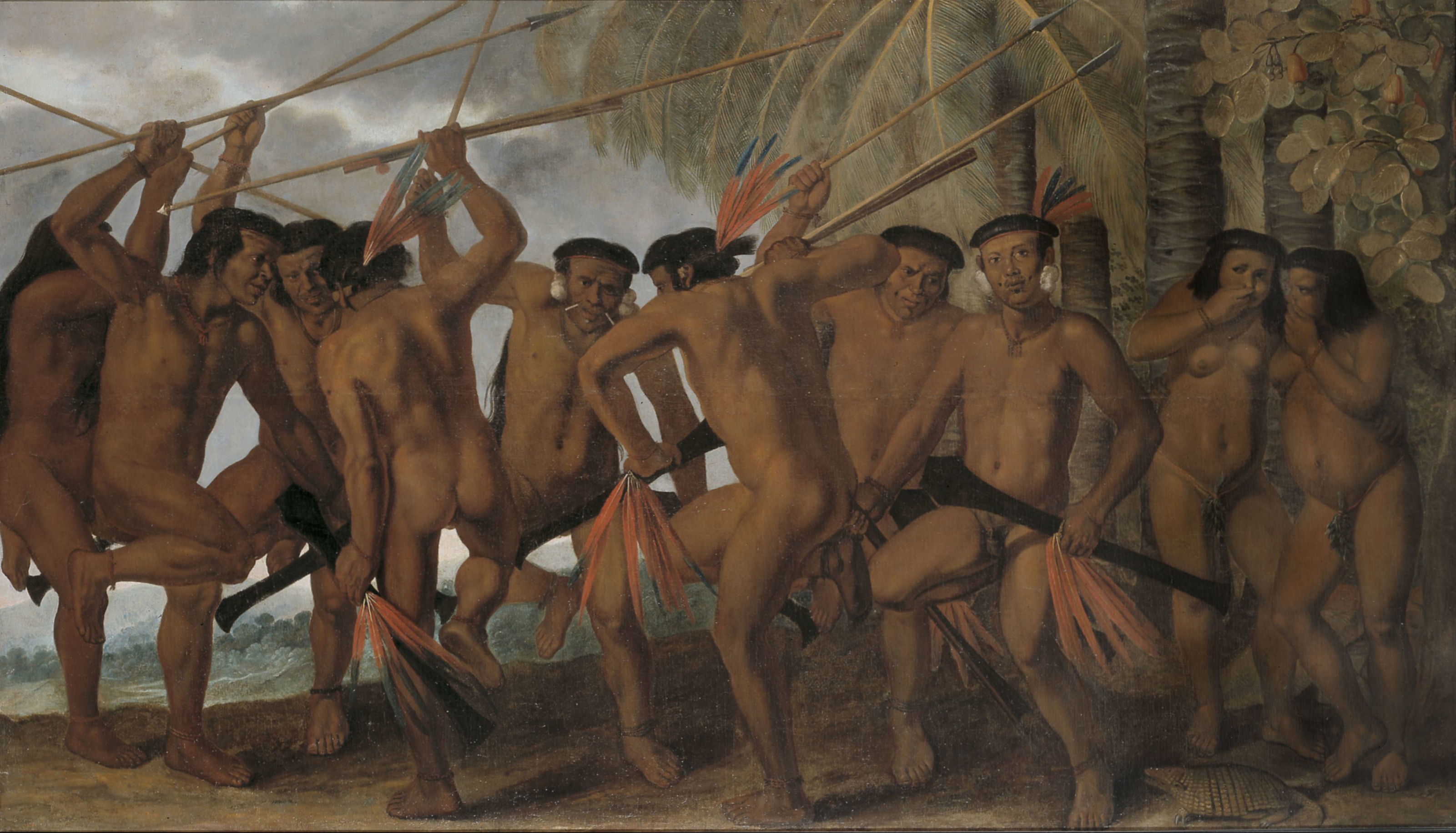
Альберт Екхаут, танці Тупі (Бразилія), 17 ст.
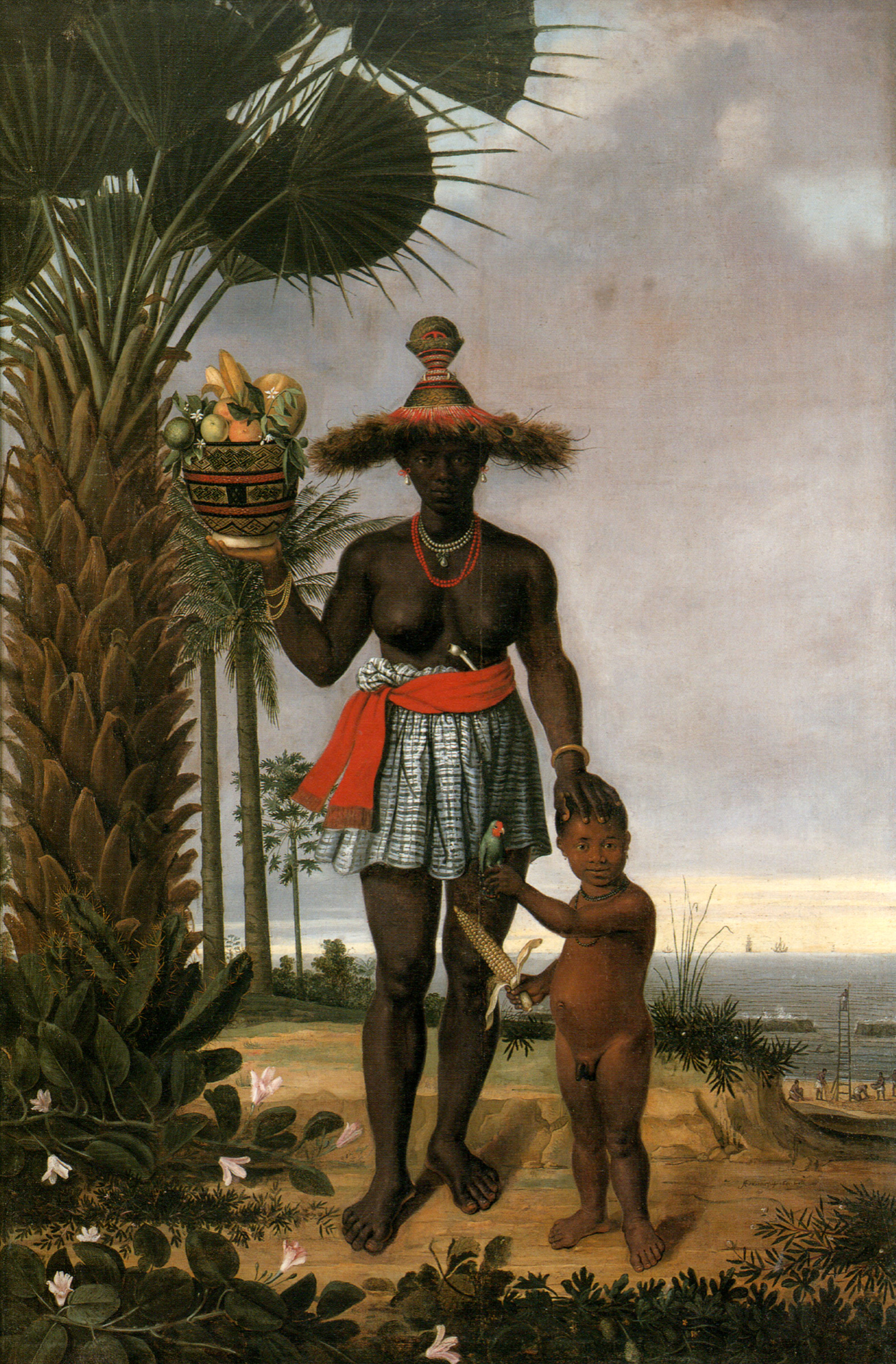
Африканська жінка Альберта Еккаут у Бразилії, 17 ст.
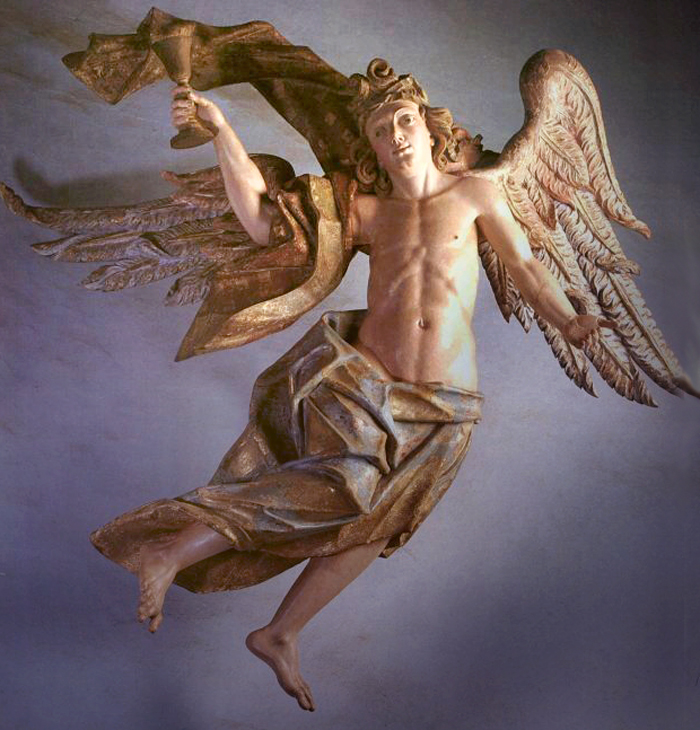
Алейхадіньо (Бразилія): Ангел пристрасті, бл. 1799. Конгоньяс-ду-Кампо

## Дев'ятнадцяте століття

### Галерея— Іноземні художники в Латинській Америці

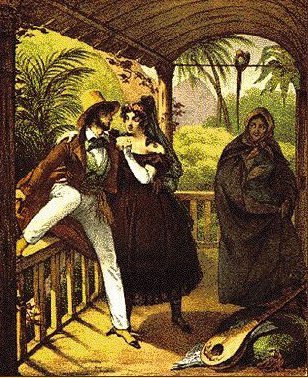
Йоганн Моріц Ругендас (німецький) Костюми в Ріо, Бразилія 1823
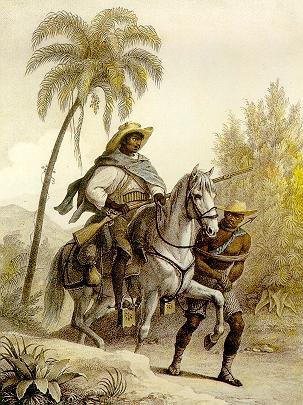
Йоганн Моріц Ругендас (німець) Мисливець на рабів, Бразилія 1823
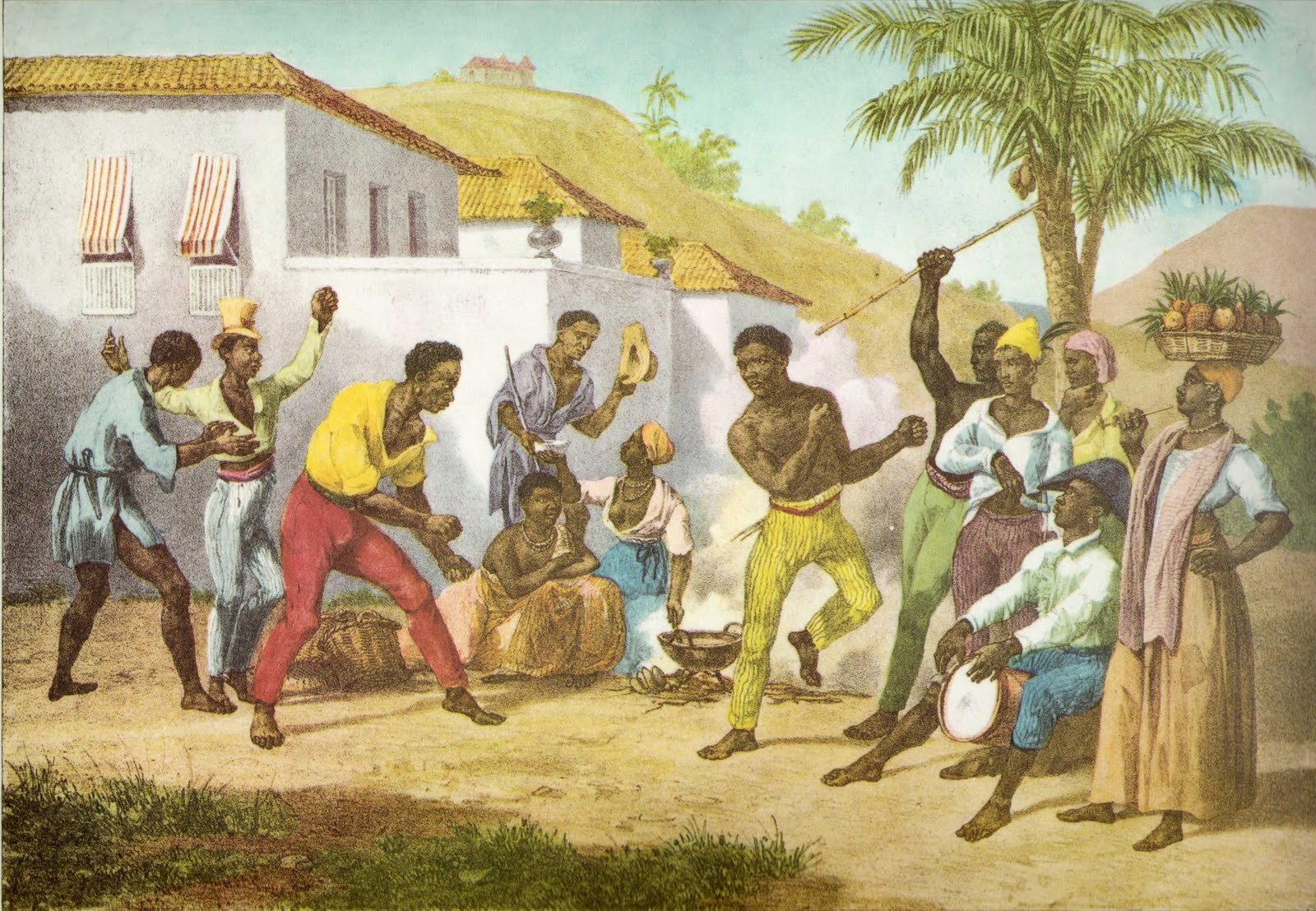
Йоганн Моріц Ругендас (німець) Капоейра або Танець війни Бразилія 1835.
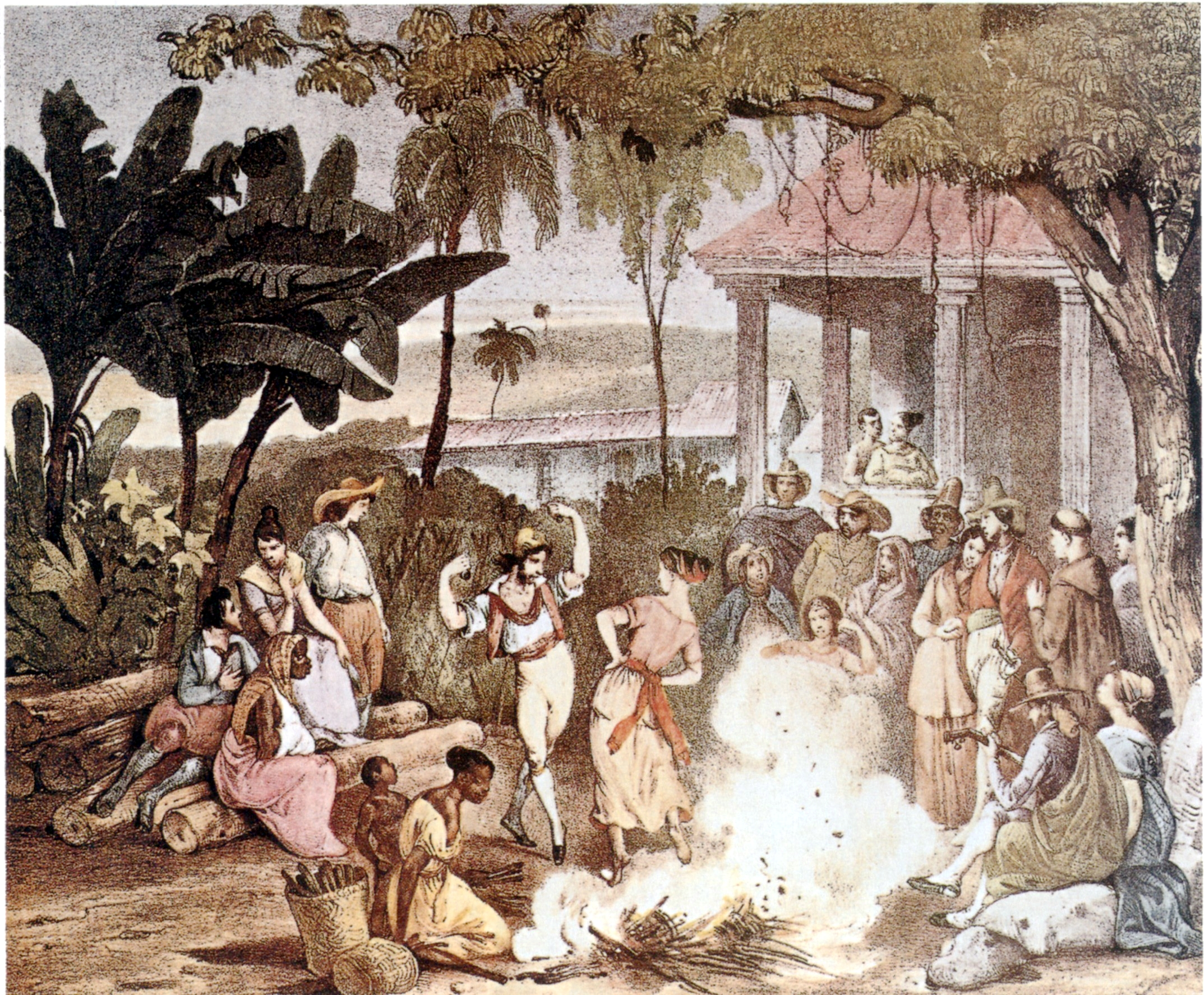
Йоганн Моріц Ругендас бразильський танець Лунду Бразилія 1835
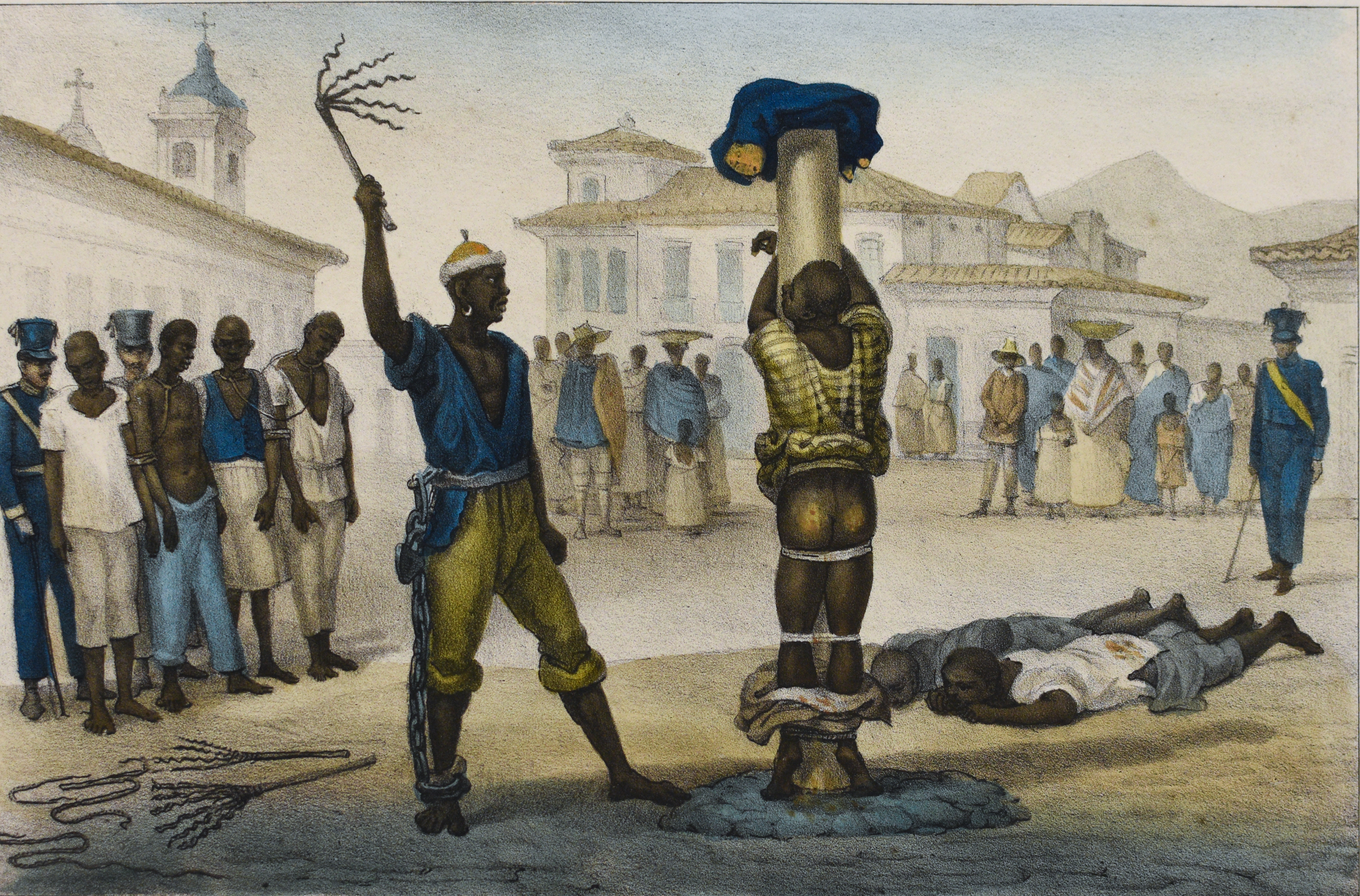
Жан Батіст Дебре (французький) "L'execution de la Punition du Fouet" ("Виконання покарання батогом") (Бразилія)
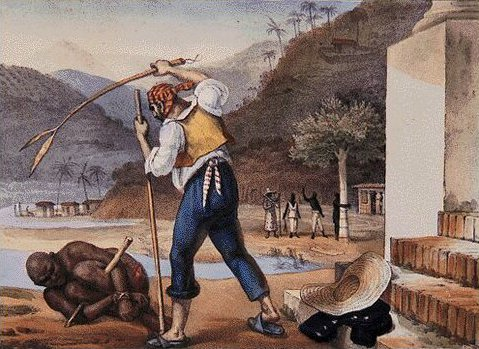
Жан Батіст Дебре (французький) "Feitors corrigeant des negres" ("Наглядачі плантацій, які дисциплінують чорношкірих") Бразилія
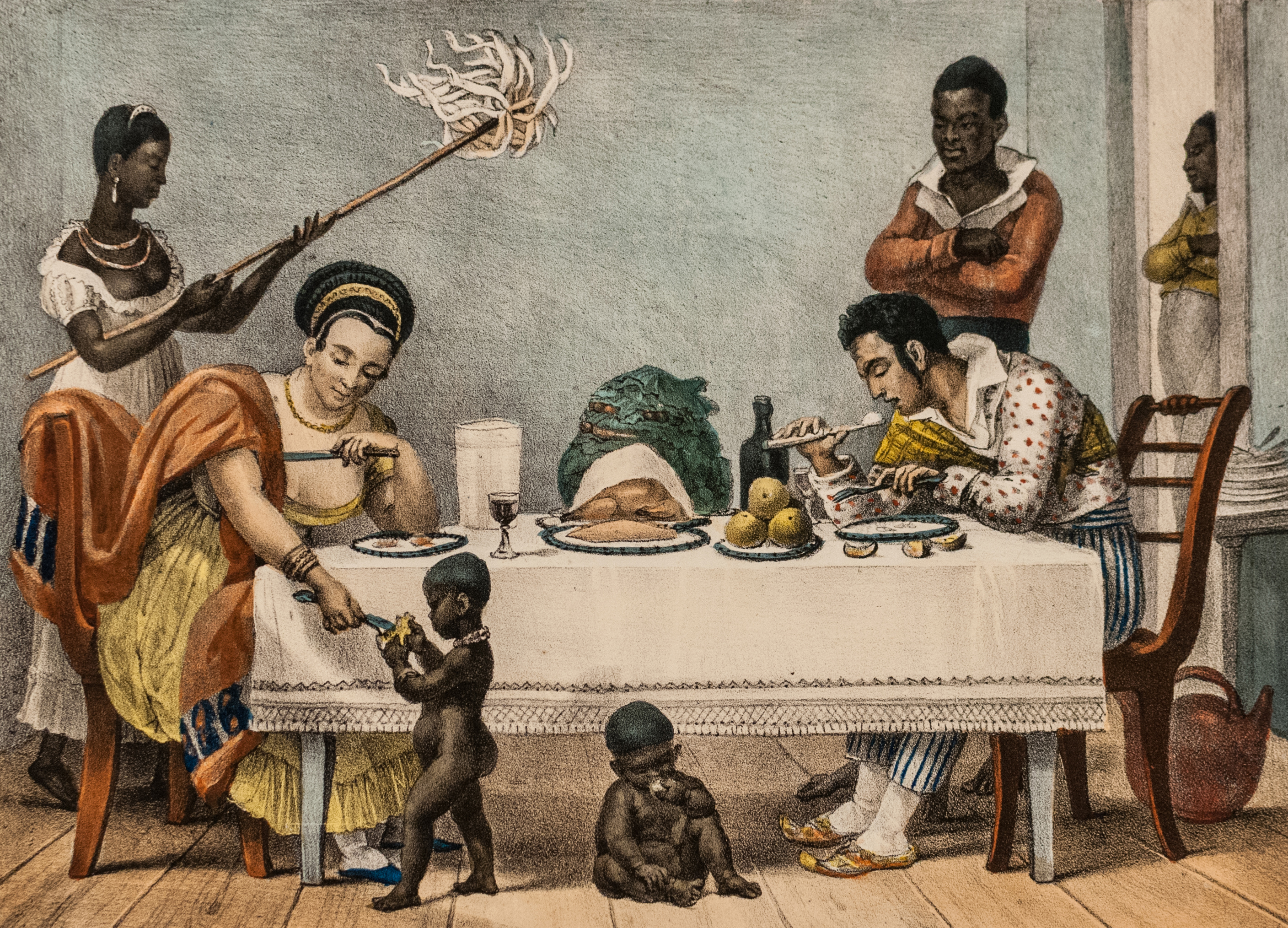
Жан Батист Дебре (французький) Сімейні обіди, Бразилія
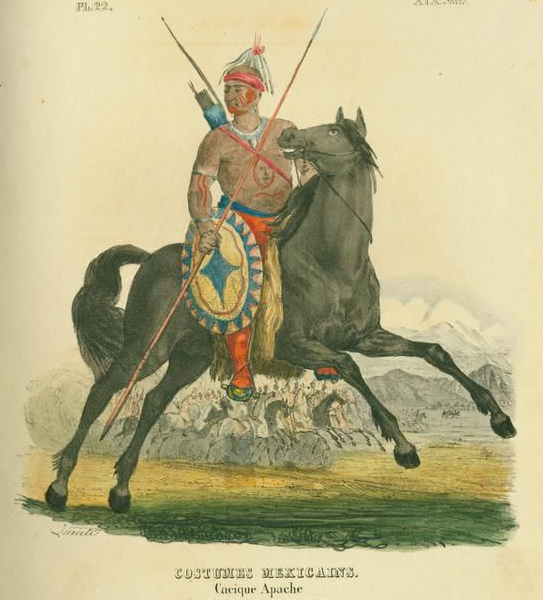
Клаудіо Лінат (італієць) начальник апачів. Мексика 1828.
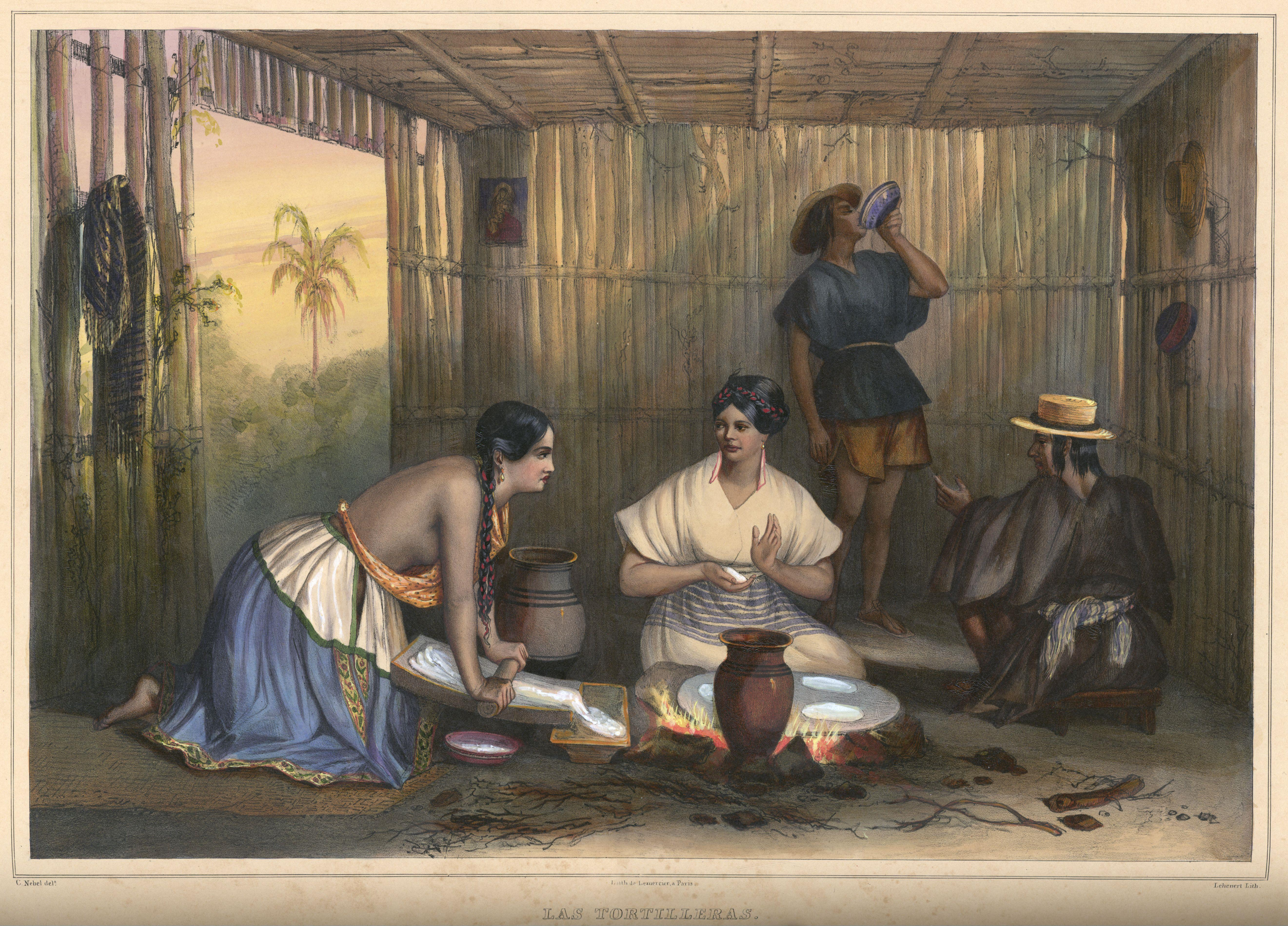
Карл Небель (німець) Las Tortilleras, Voyage pittoresque et archéologique dans la partie la plus intéressante du Mexique. Мексика. На початку 19 ст.
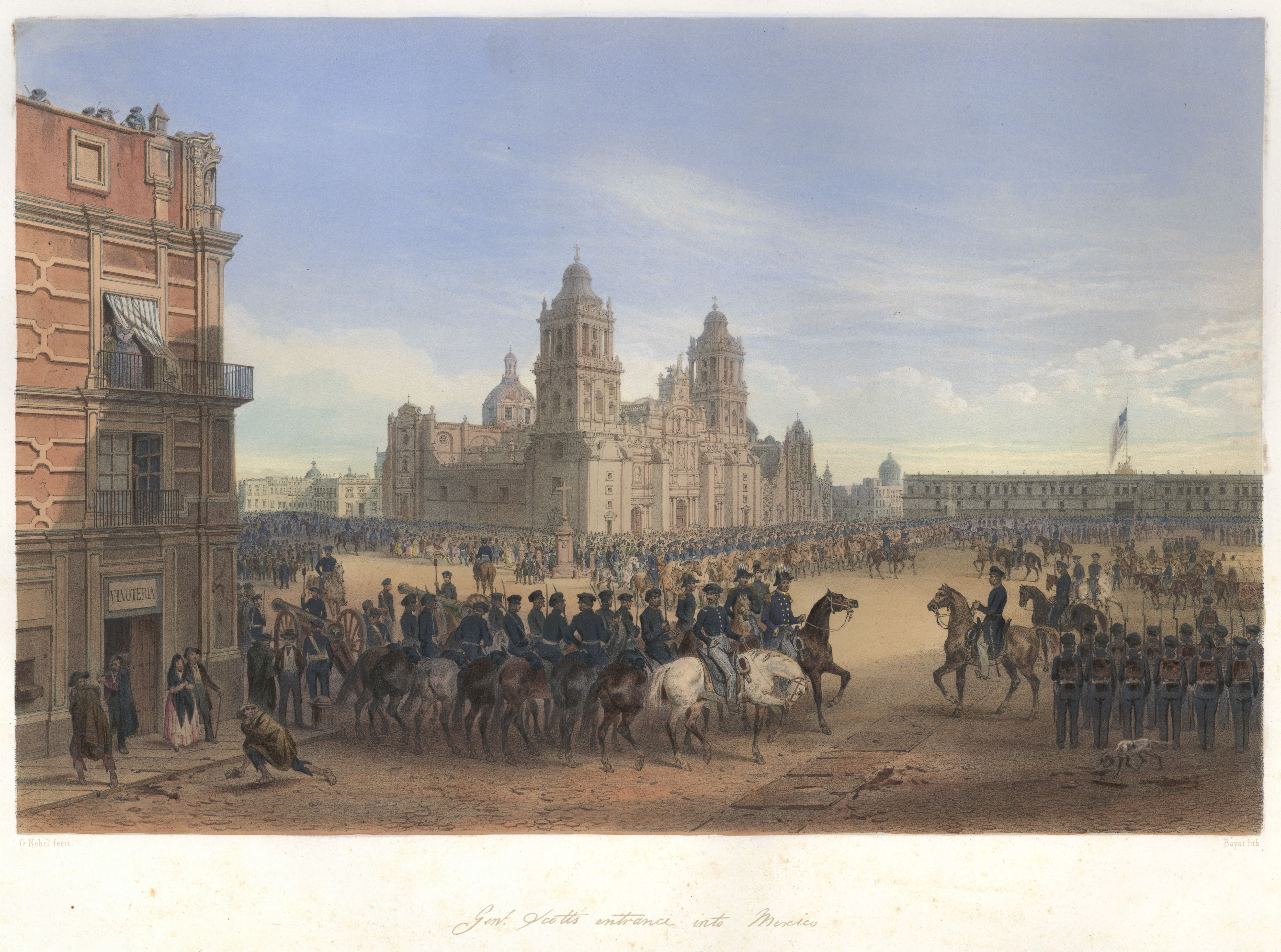
Карл Небель.Площа Конституції під час Мексикансько-американської війни (1846–48)
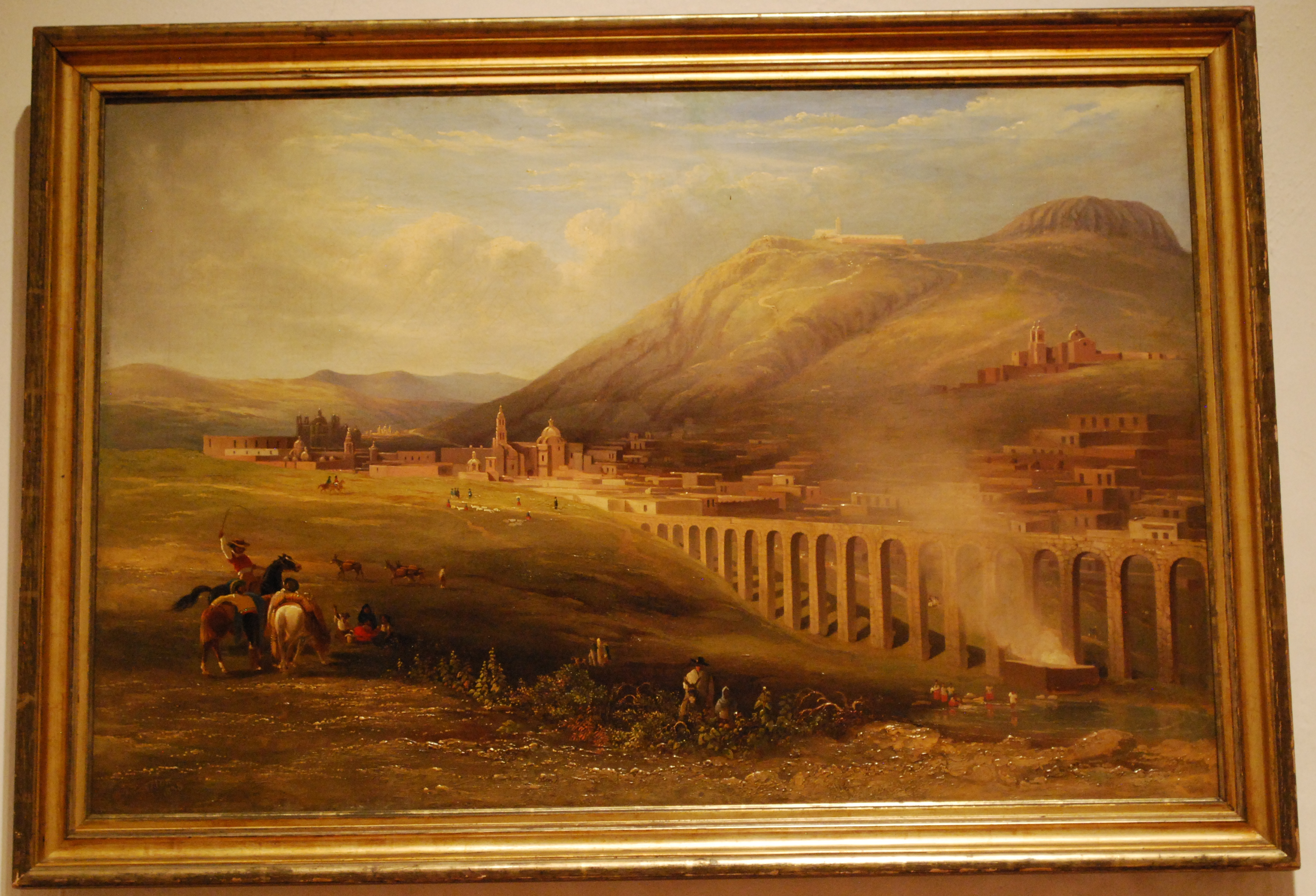
Даніель Томас Егертон (британець),  Акведук. Сакатекаса, Мексика, 1838, нині в  музеї Франца Майєра
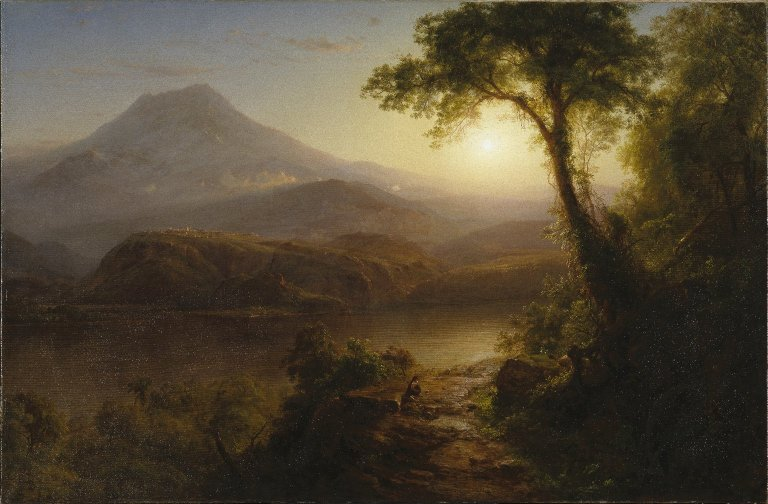
Церква Фредеріка Едвіна (США) Тропічні пейзажі (1873)

### Галерея— художники Латинської Америки

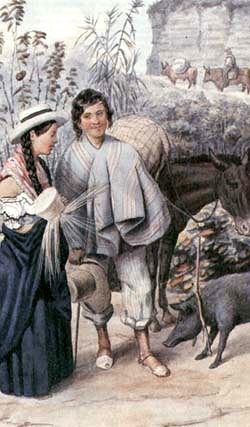
Кармело Фернандес(Венесуела). Мулетер і капелюшник у Велесі. 1850. акварель. Національна бібліотека Колумбії
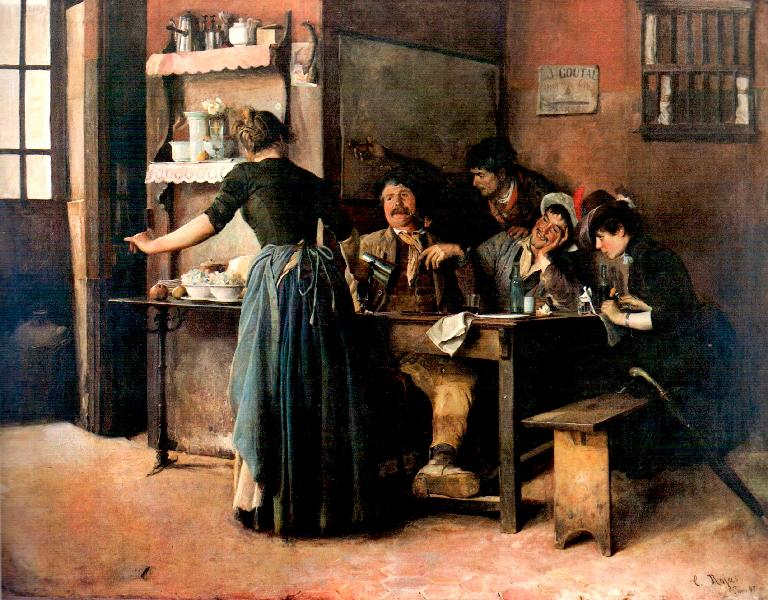
Крістобаль Рохас. (Венесуела) La taberna. 1887 рік.
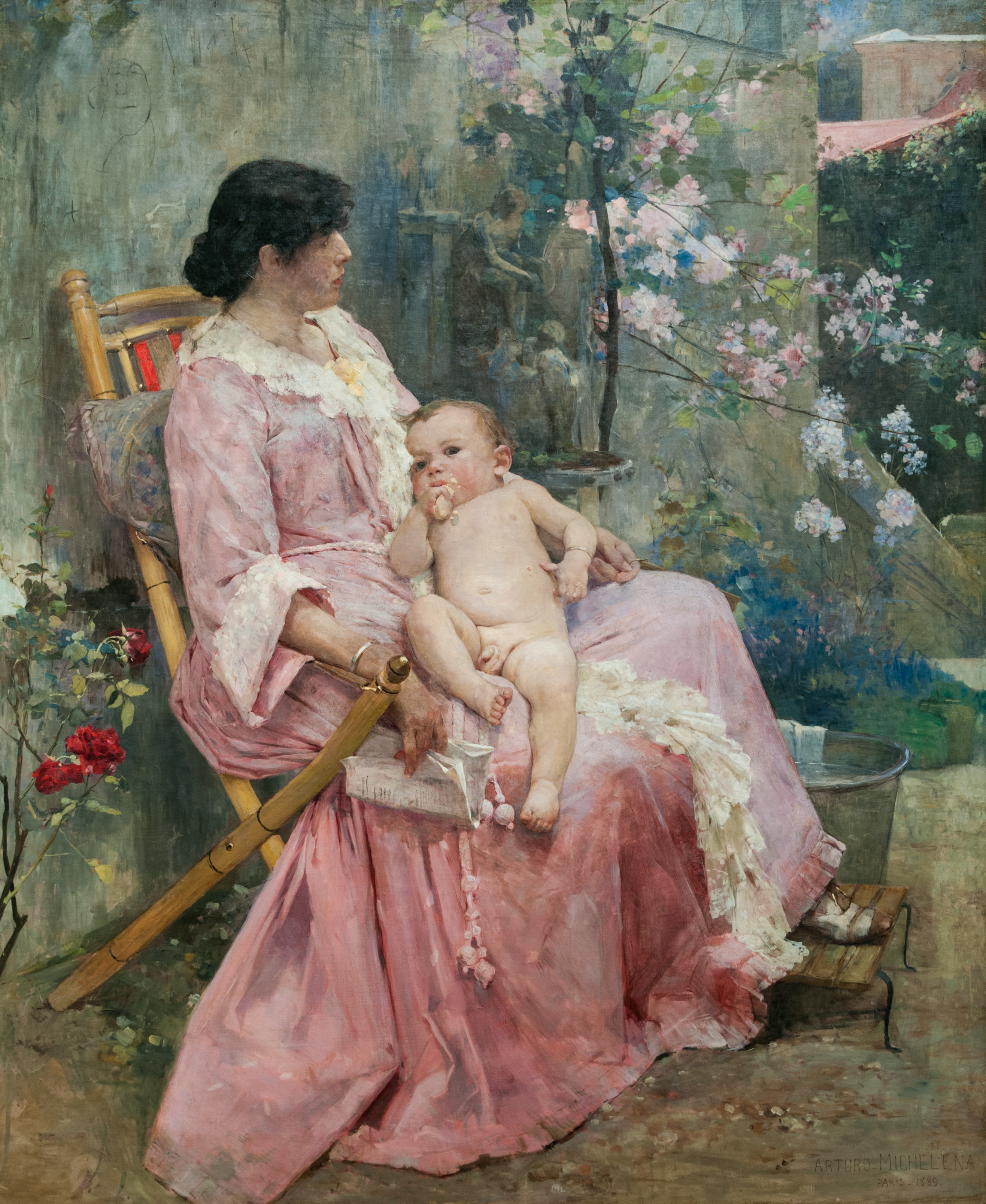
Артуро Мікелена(Венесуела) Ла Йовен Мадре 1889
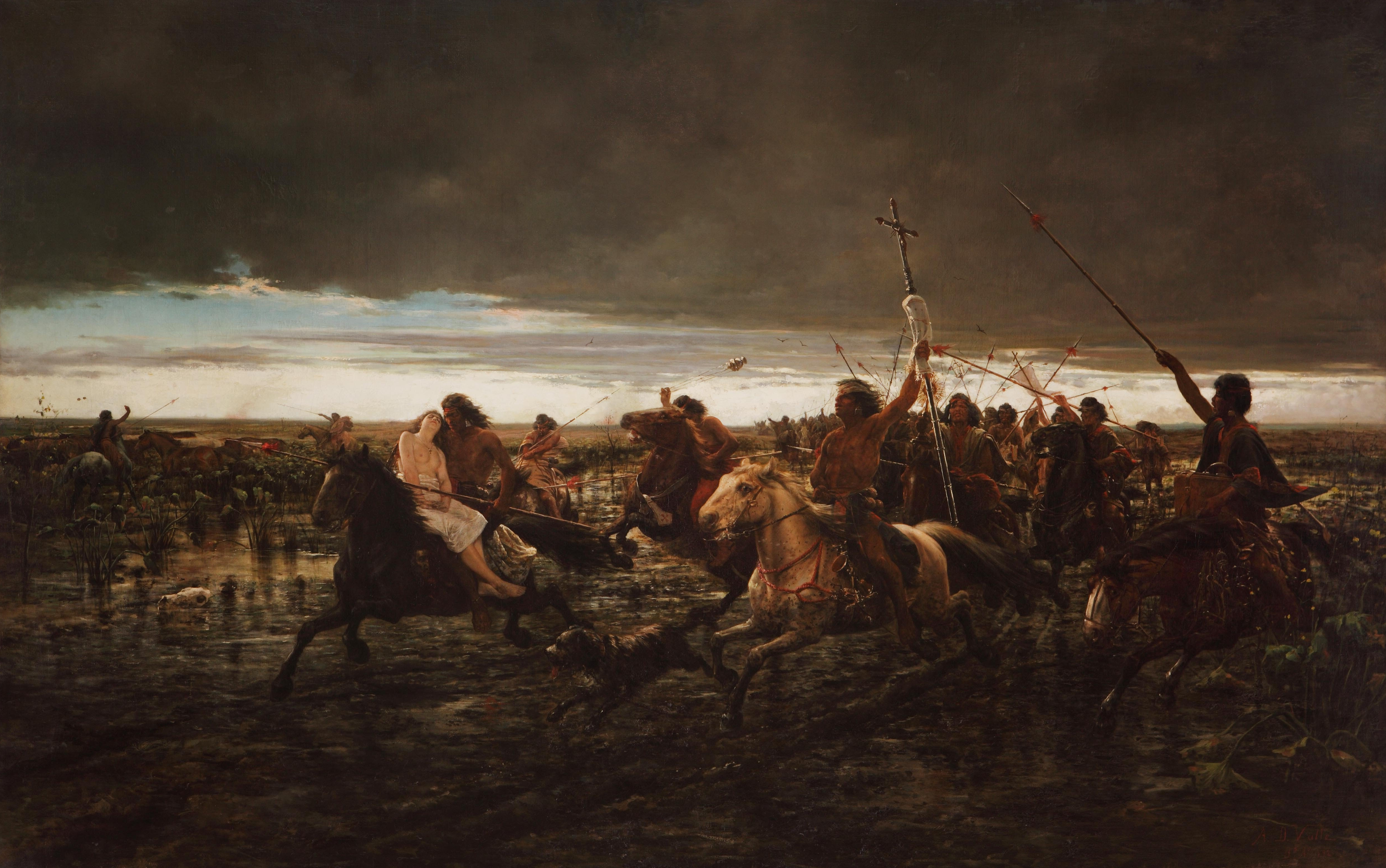
Анхель Делла Валле(Аргентина) Повернення Малона (1892)
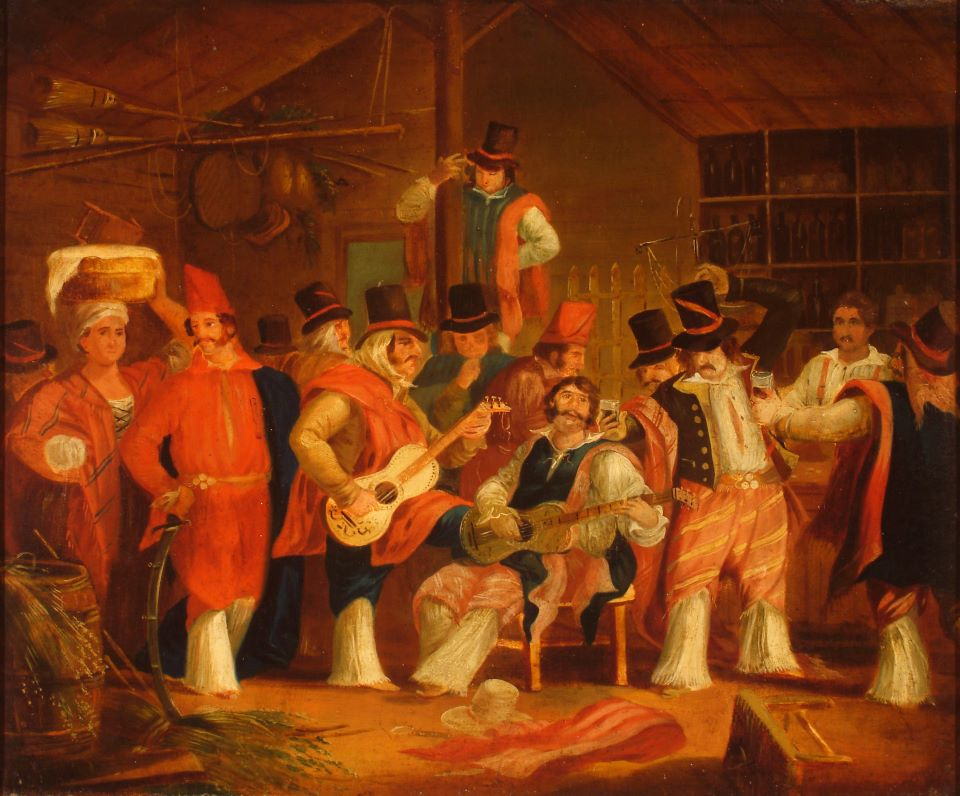
Карлос Морель(Аргентина), Payada en una pulpería.
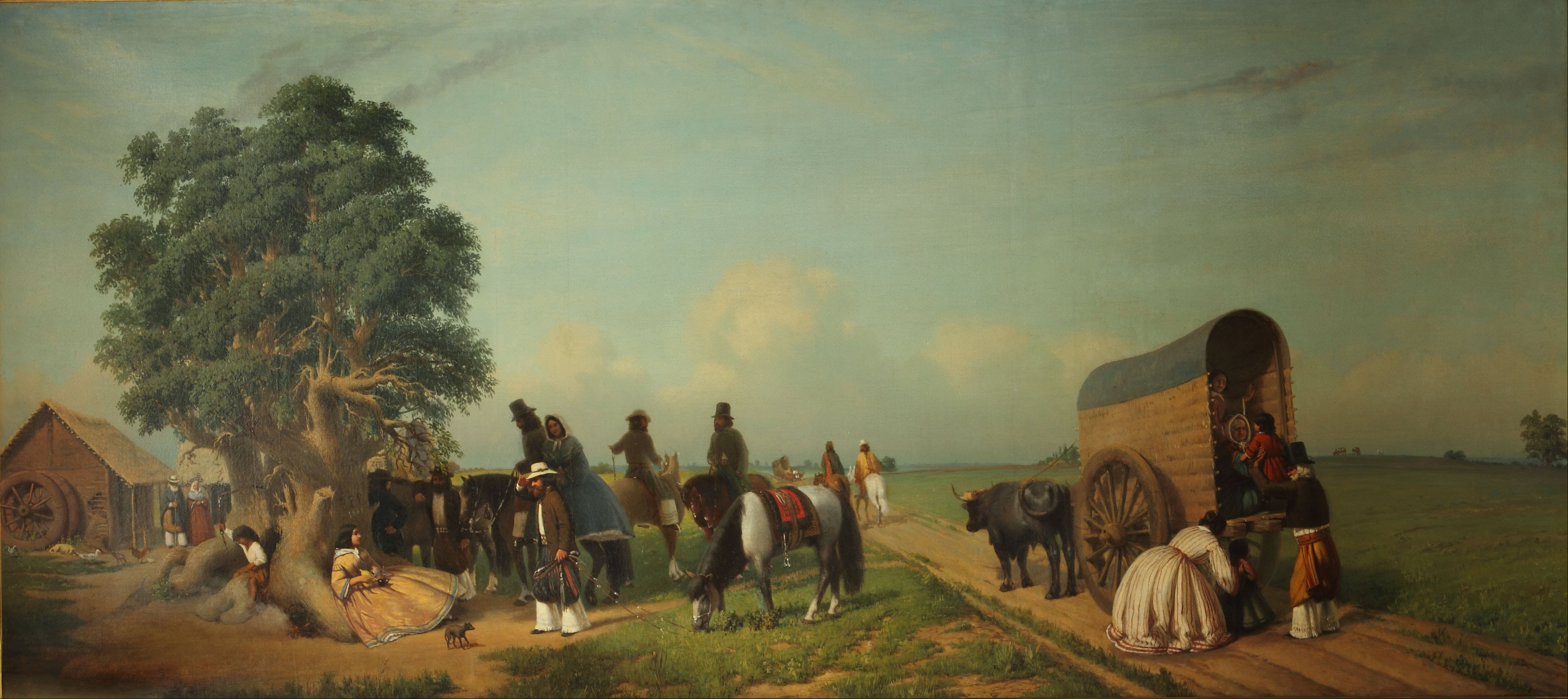
Прилідіано Пуейредон (Аргентина) Зупинка в сільській місцевості
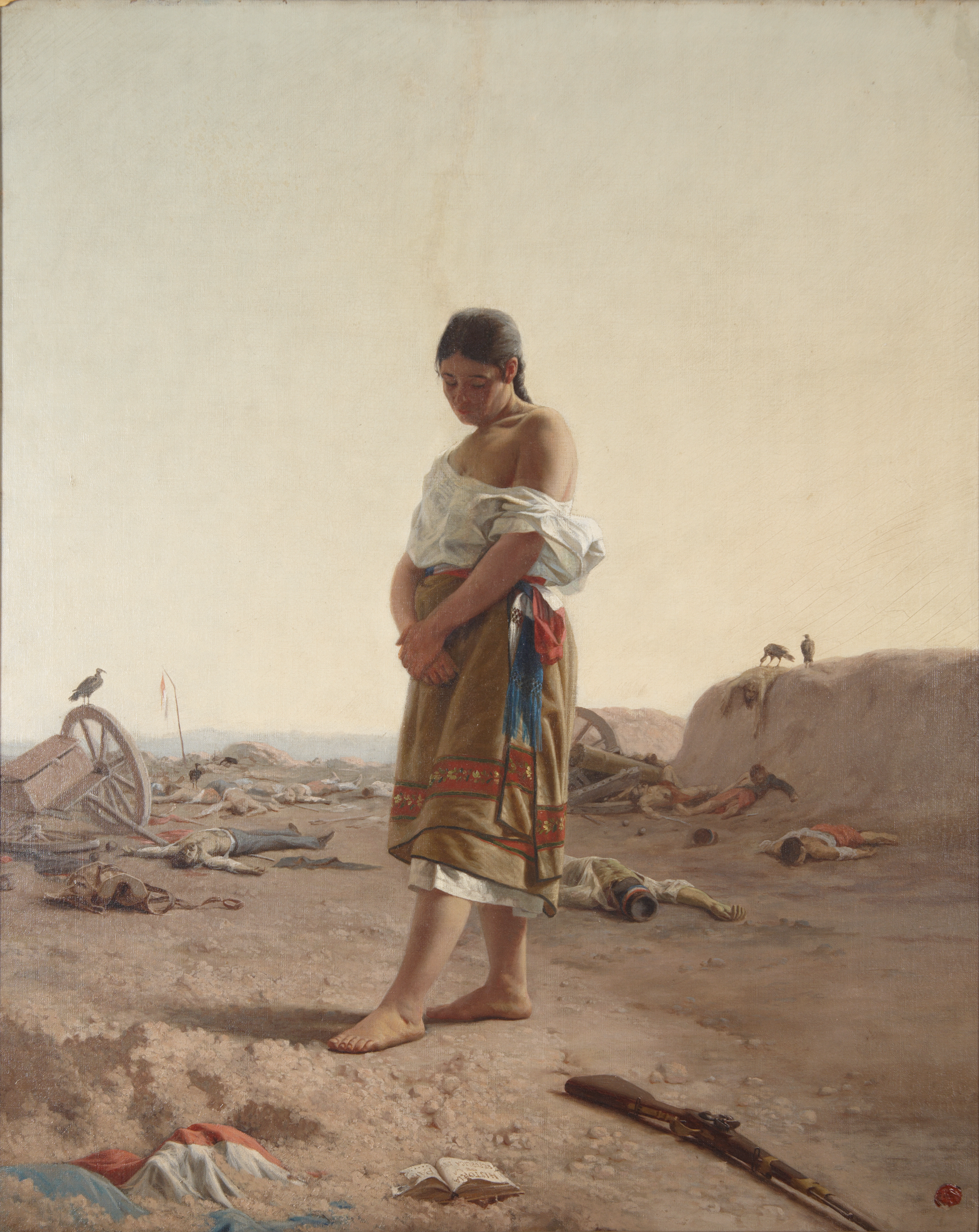
Хуан Мануель Бланес (Уругвай) Парагвай: образ вашої спустошеної країни (1879)
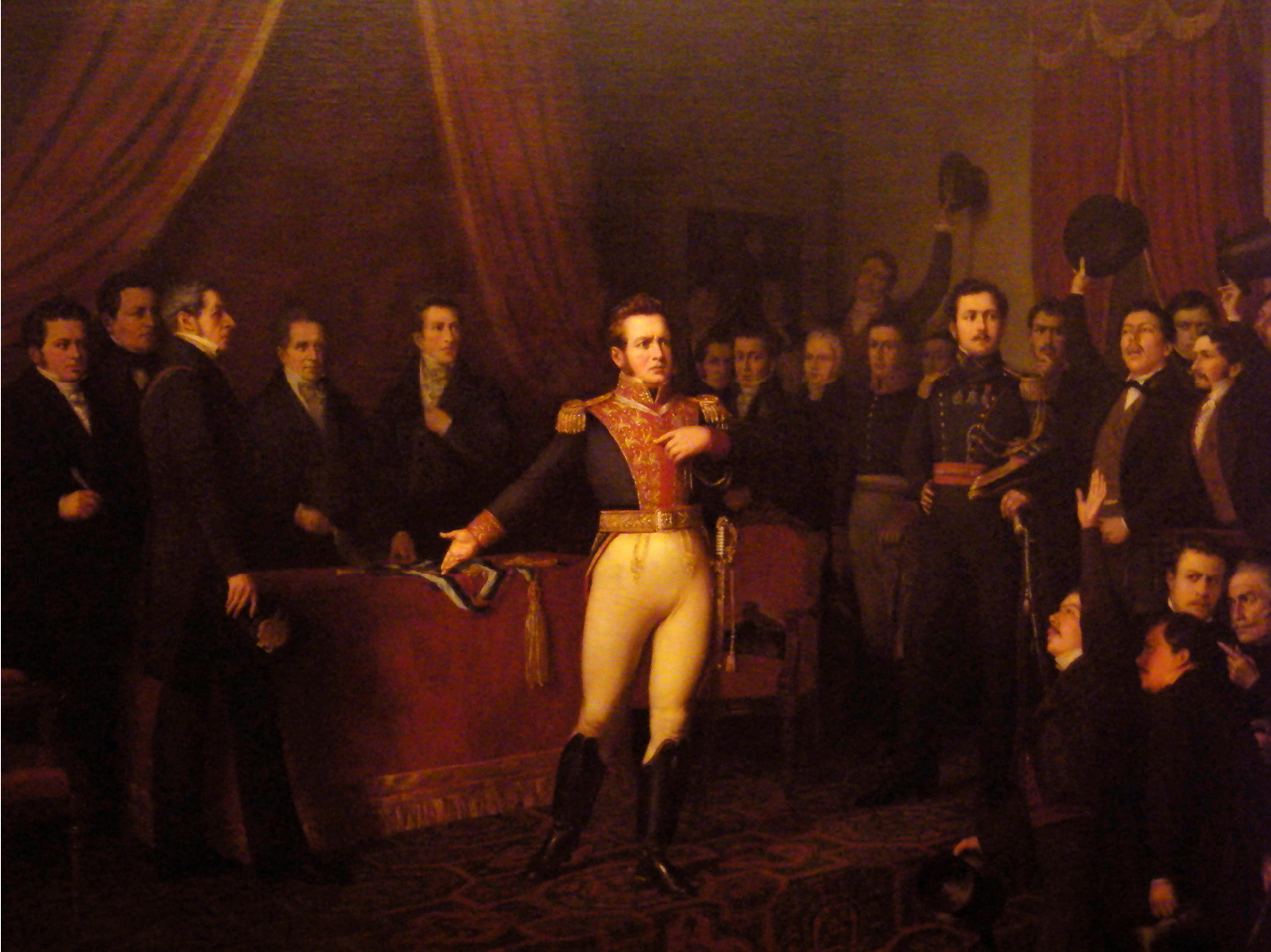
Мануель Антоніо Каро (Чилі) Зречення Бернардо О'Хіггінса
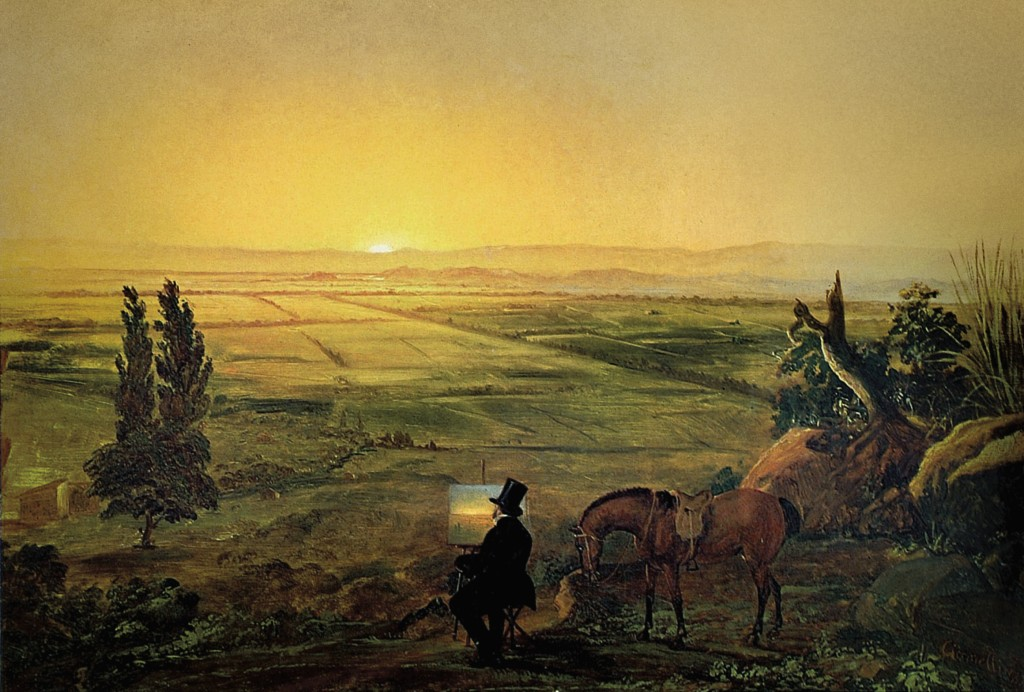
Алехандро Чиккареллі (Чилі)
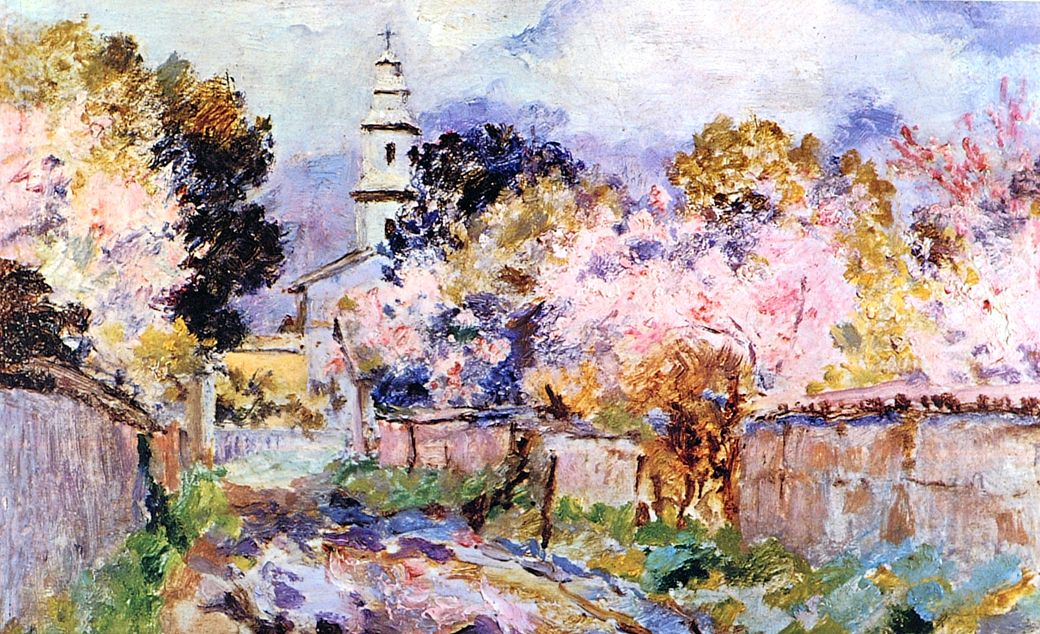
Хуан Франциско Гонсалес  (Чилі), Калле де Лімаш. Гонсалеса вважають одним з найбільших живописців Чилі.
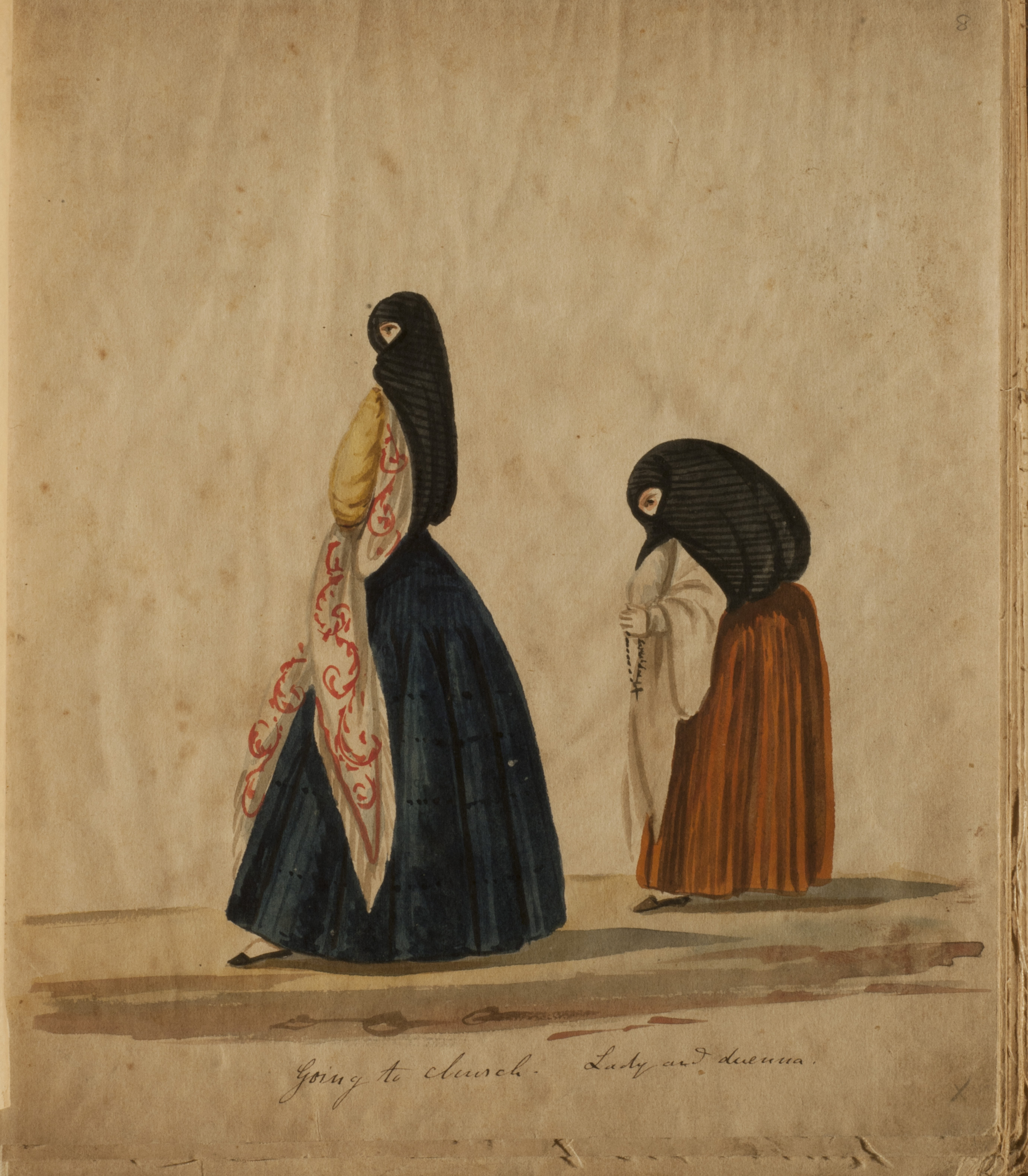
Панчо Фієрро, афро-перуанський  художник, завуальовані жінки, що йдуть до церкви
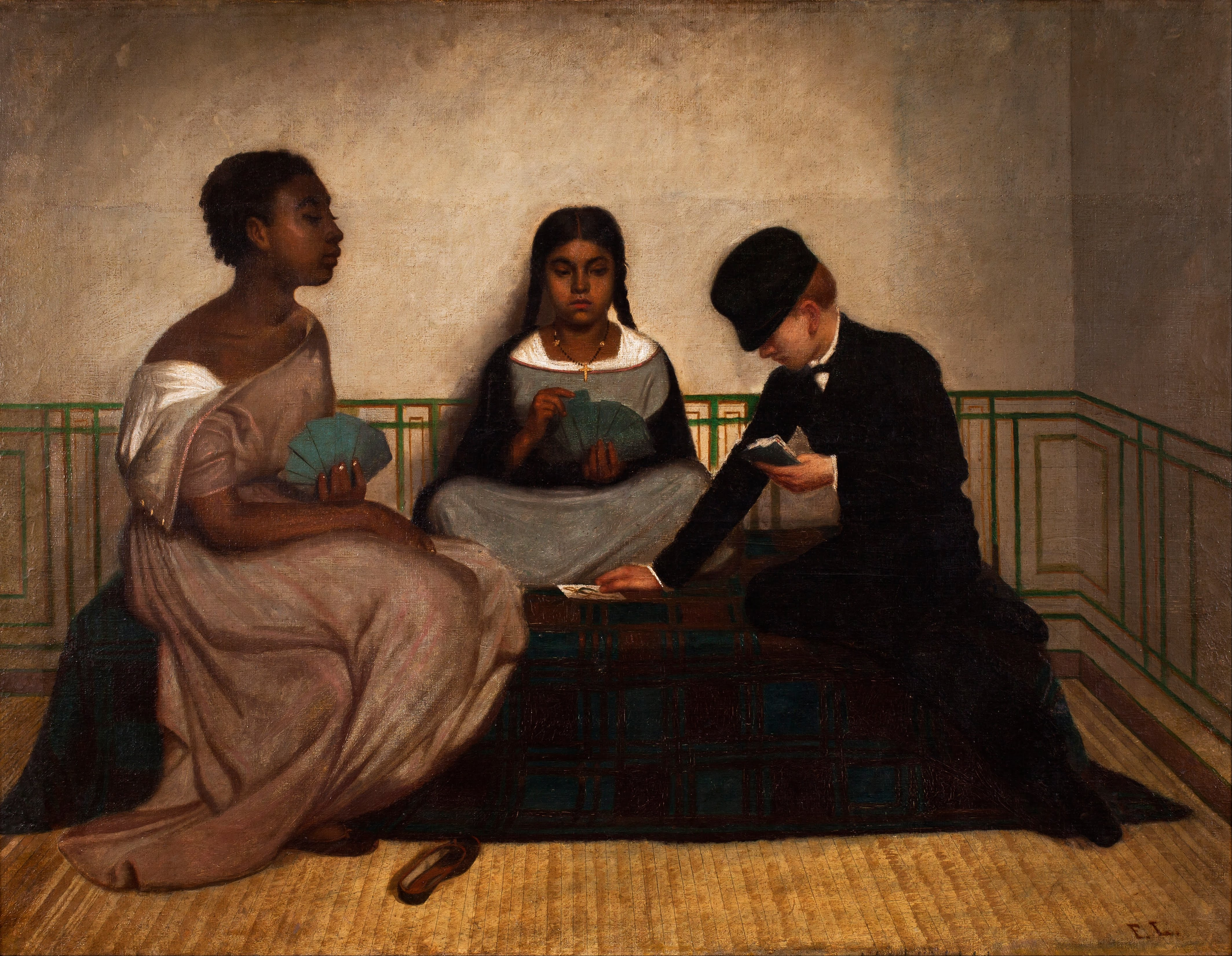
Франциско Ласо  (Перу) Три раси або, Рівність перед законом
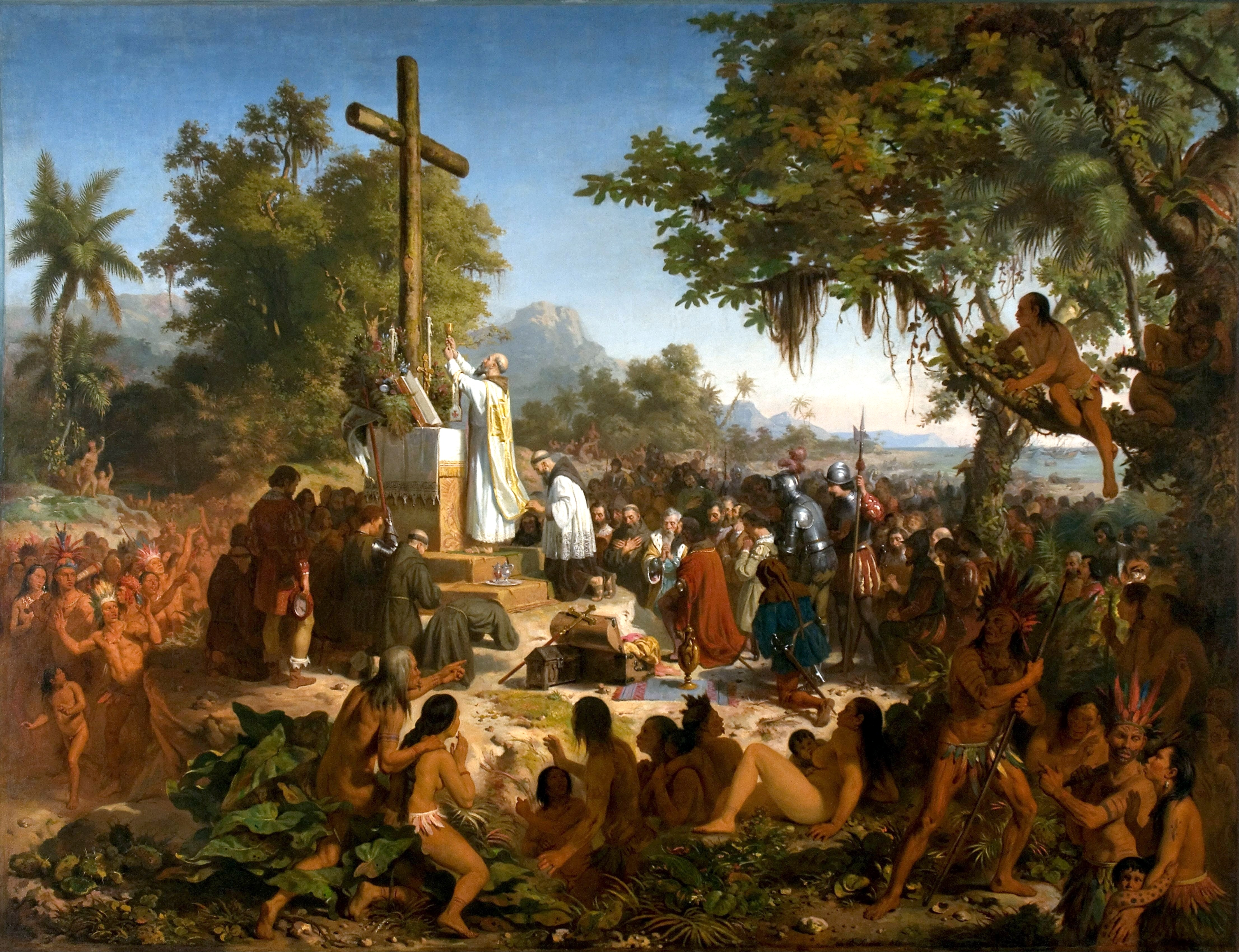
Віктор Мейрель: Перша Імша в Бразилії, 1861, Національний музей Беласа Артеса
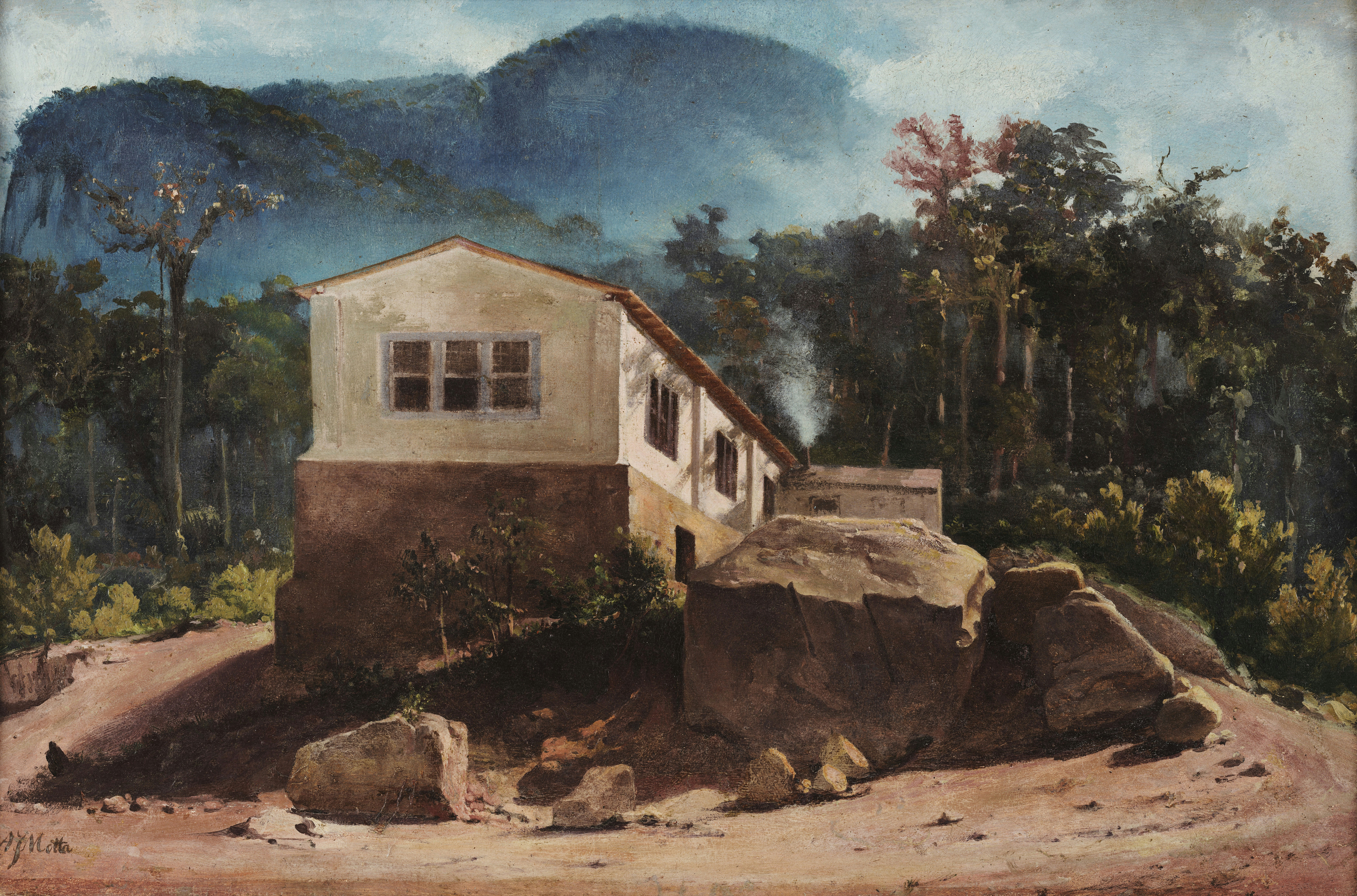
Агостіньо Хосе да Мот  (Бразилія) в Барао-де-Капанема, 1862,
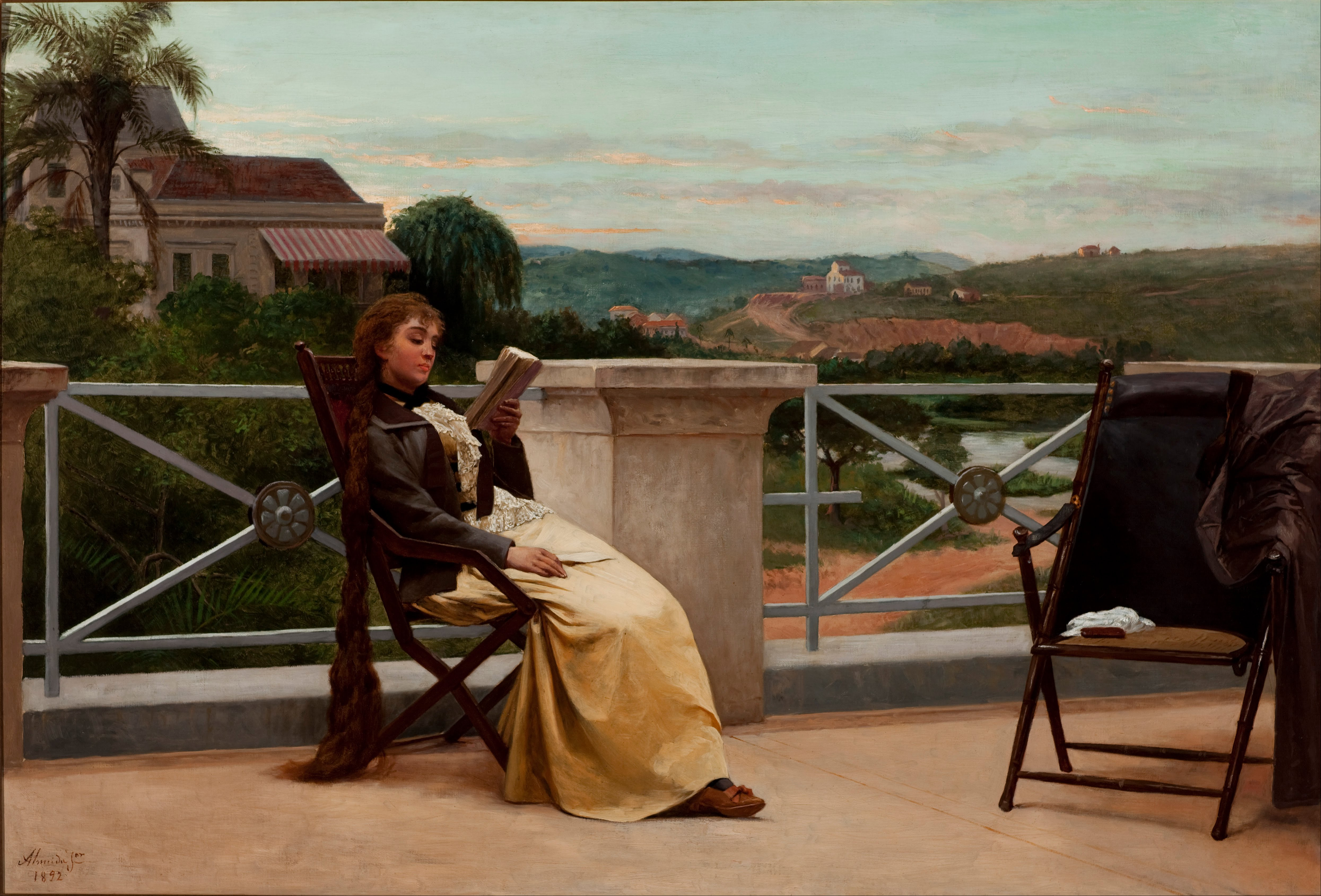
Хосе Ферраз де Альмейда Хуніор (Бразилія) Жінка, що читає, 1892 рік
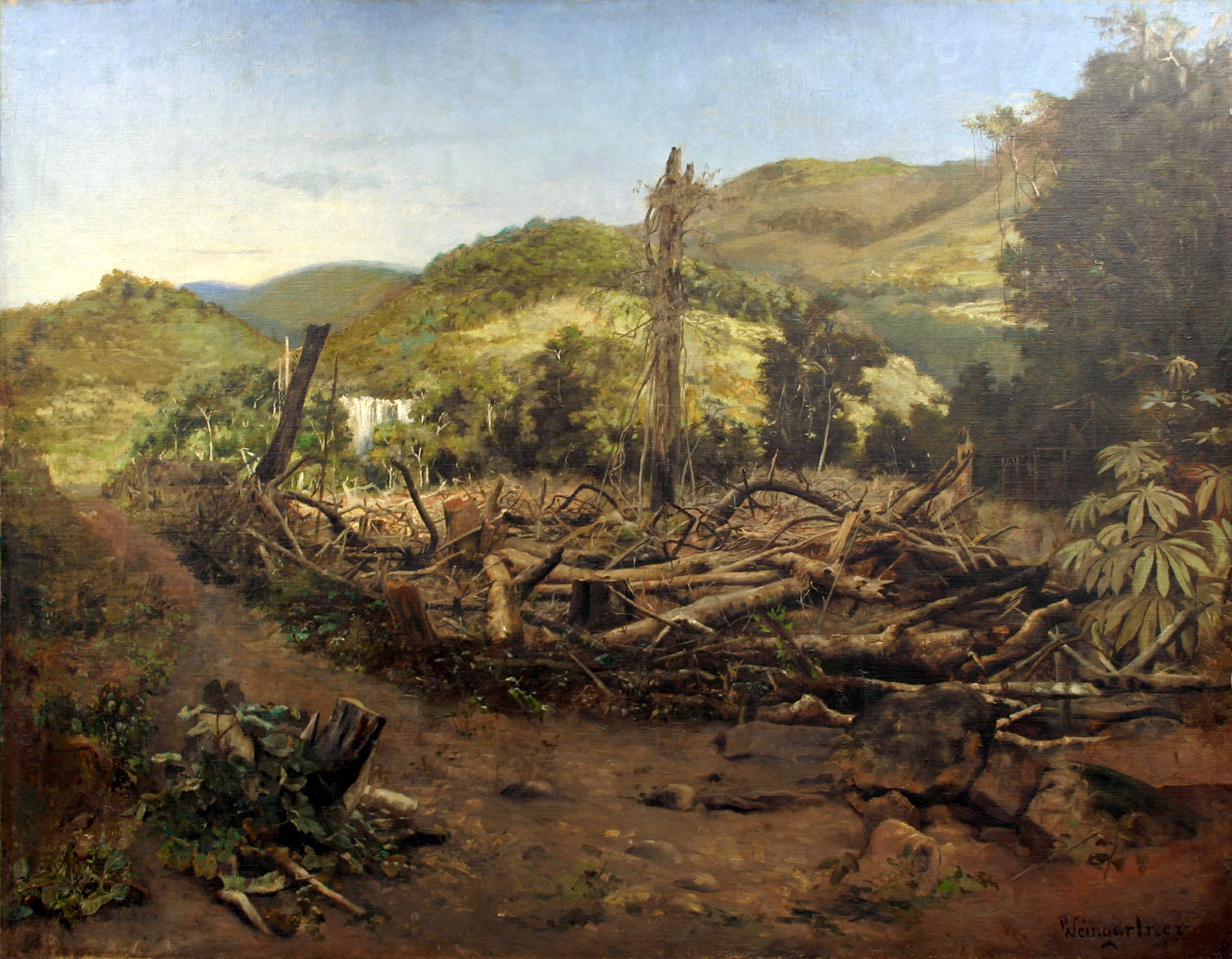
Педро Вайнгартнер (Бразилія).  Після Потопу, Ріо-де-Жанейро
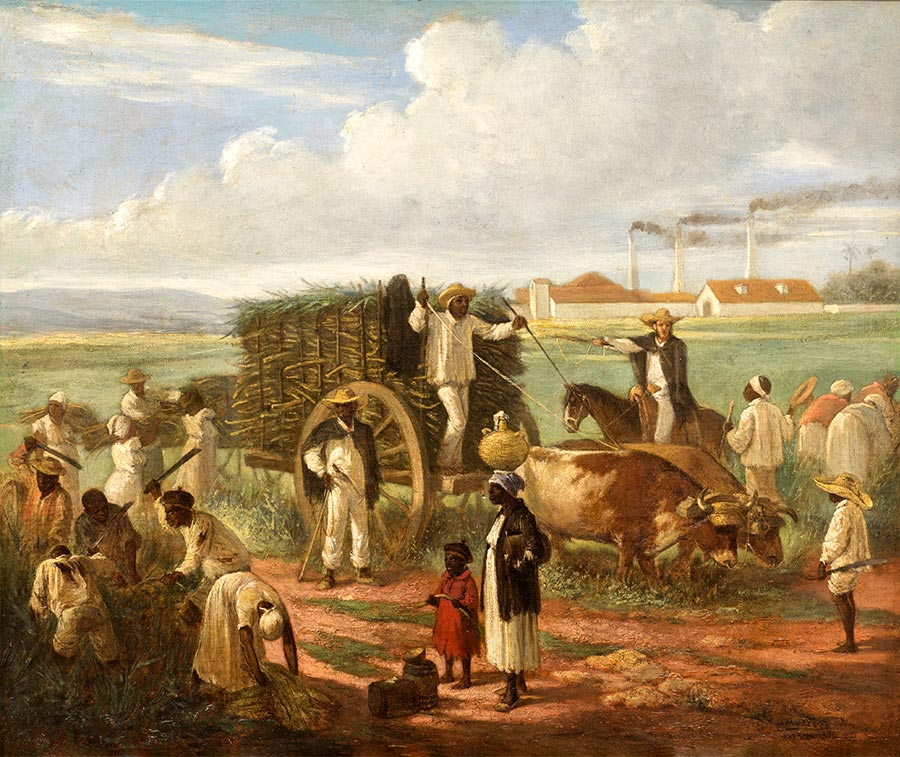
Віктор Патрісіо де Ландалуз (Куба), Той, хто зрізає цукровий очерет, 1874 рік
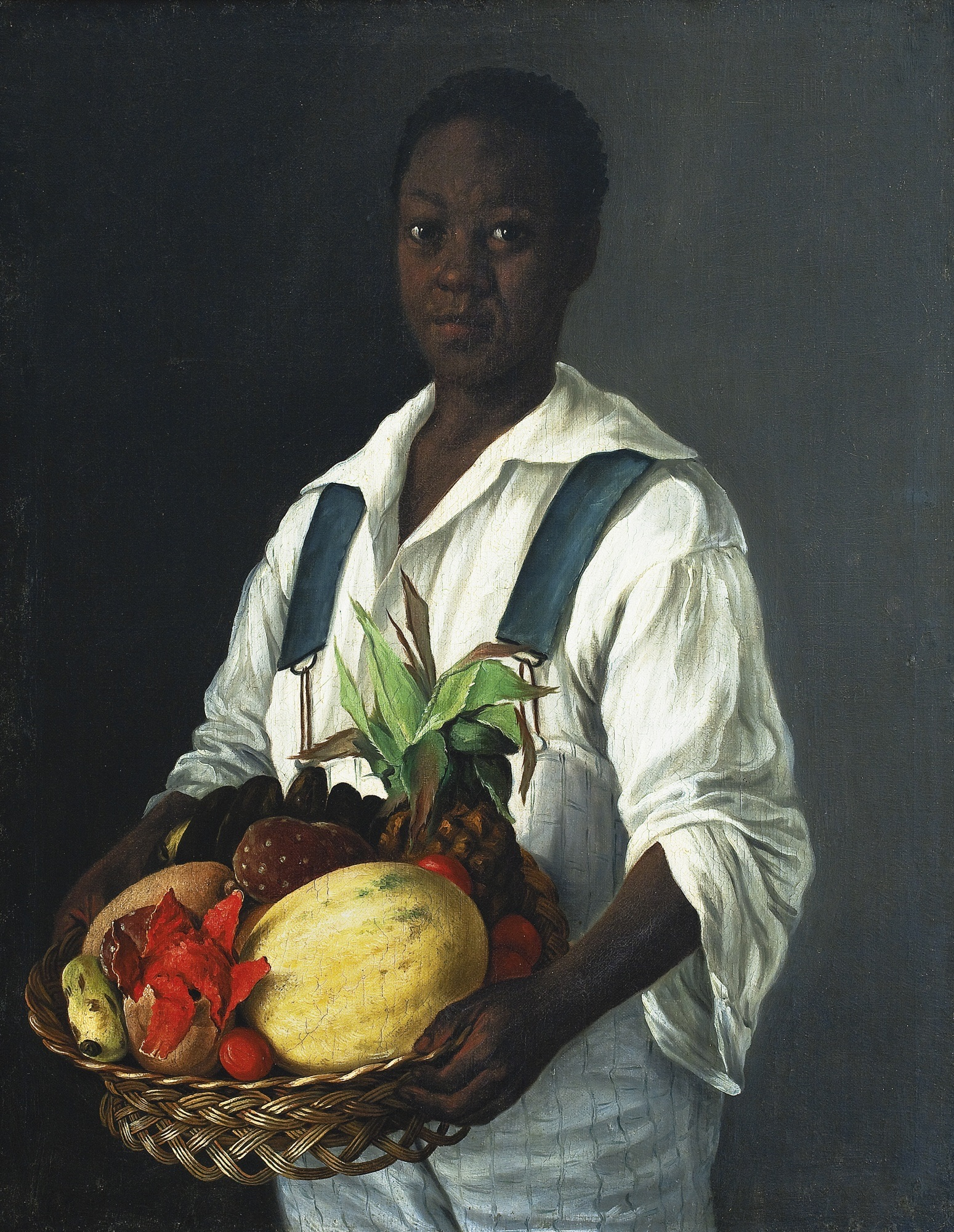
Агустін Аррієта, Ель Костеньо. Приватна колекція. На картині зображений хлопчик з узбережжя, ймовірно, Веракрус, який тримає в руках кошик фруктів.
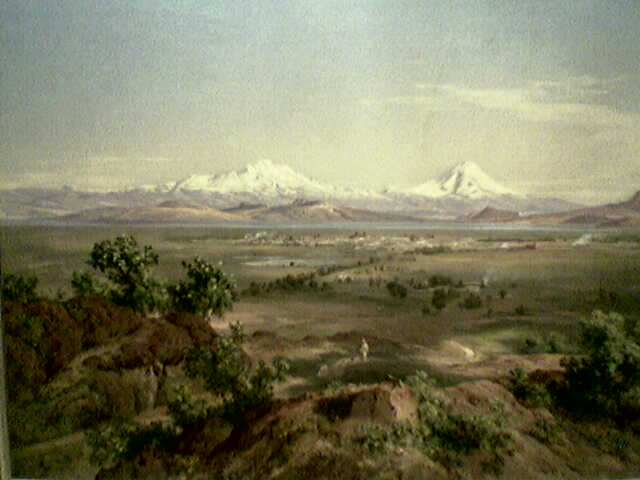
Хосе Марія Веласко (Мексика) Вид на Мексиканську долину

## Модернізм

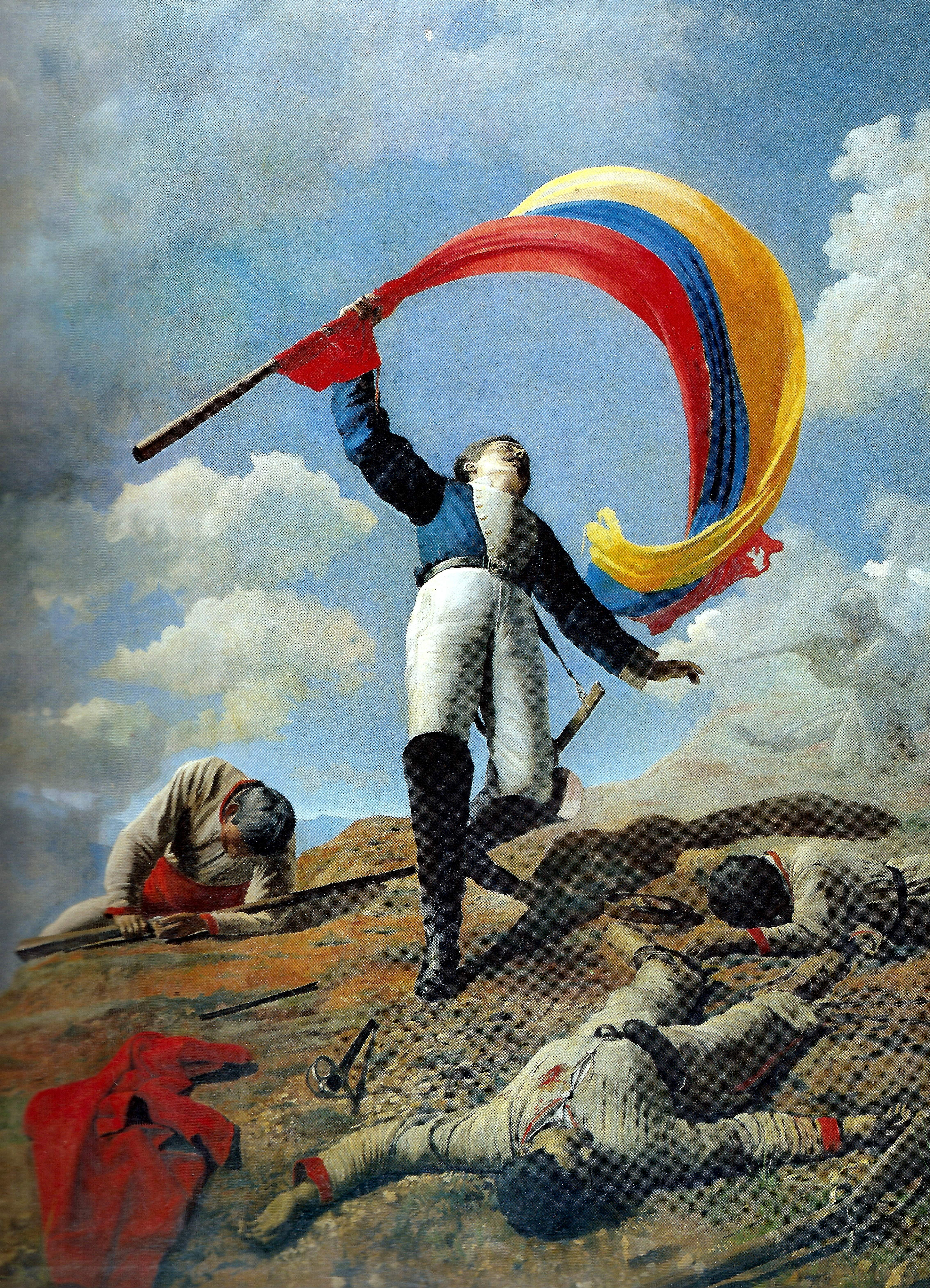
Венесуельський художник Крістобаль Рохас, олія, 1883

Модернізм — західний мистецький рух, що характеризується відмовою від традиційних стилів. Цей рух займає двояку позицію в мистецтві Латинської Америки. Одні художники модернізм вітали, інші відкидали його. Країни Південного конуса були більш відкриті для зовнішнього впливу, а країни з більш сильним представництвом корінних народів, такі як Мексика, Перу, Еквадор та Болівія, були стійкими до європейської культури.
Важливою подією для утвердження модернізму в регіоні став Тиждень сучасного мистецтва. Фестиваль, який відбувся в бразильському місті Сан-Паулу в 1922 році ознаменував початок бразильського руху «Модернізм», адже низка бразильських художників виконували модерністську роботу до Тижня. Фестиваль об'єднав художників, визначив рух і представив його бразильському суспільству в цілому". 

## Конструктивістський рух

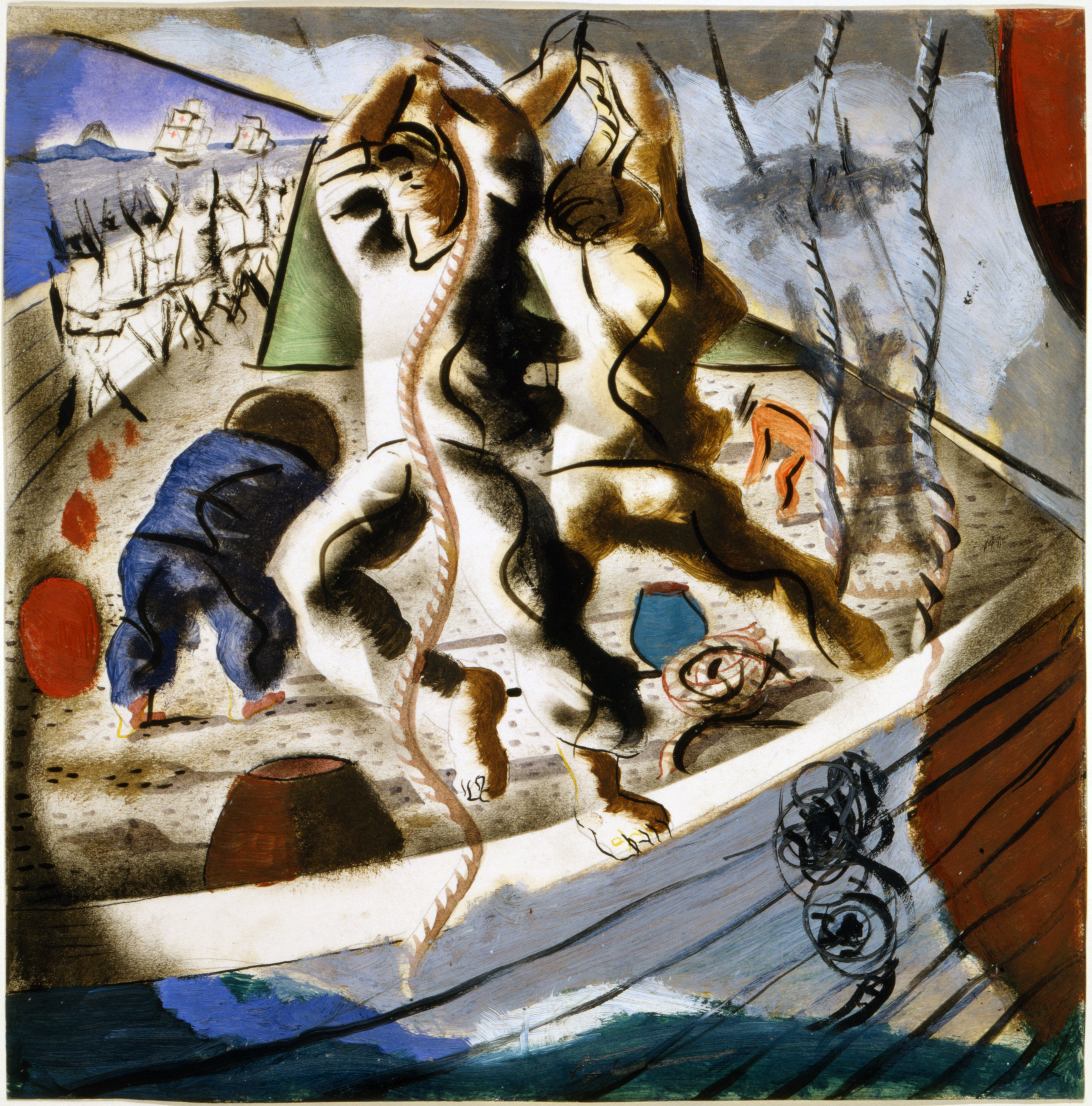
Бразильський художник Кандідо Портінарі, Дослідження для відкриття Фрески у Бібліотеці Конгресу, Вашингтон, округ Колумбія

Мистецький євроцентризм, пов'язаний з колоніальним періодом, почав згасати на початку XX століття, адже латиноамериканці почали визнавати свою унікальну ідентичність і почали йти своїм шляхом.
З початку XX століття мистецтво Латинської Америки було натхненне конструктивізмом.  Він швидко поширився з Росії в Європу, а потім у Латинську Америку. Хоакіну Торресу Гарсії та Мануелю Рендону приписують перевезення конструктивістського руху з Європи до Латинської Америки. 
Після успішної кар'єри в Європі та США Хоакін Торрес-Гарсія повернувся у рідний Уругвай у 1934 році, де активно пропагував конструктивізм. Він залучив досвідчених ровесників та молодих художників як послідовників у Монтевідео, у 1935 році він заснував художній центр та виставковий простір для свого кола. Місце проведення було закрито в 1940 році через брак фінансування. У 1943 році він відкрив майстерню та навчальний центр, який працював до 1962 року

## Фреска

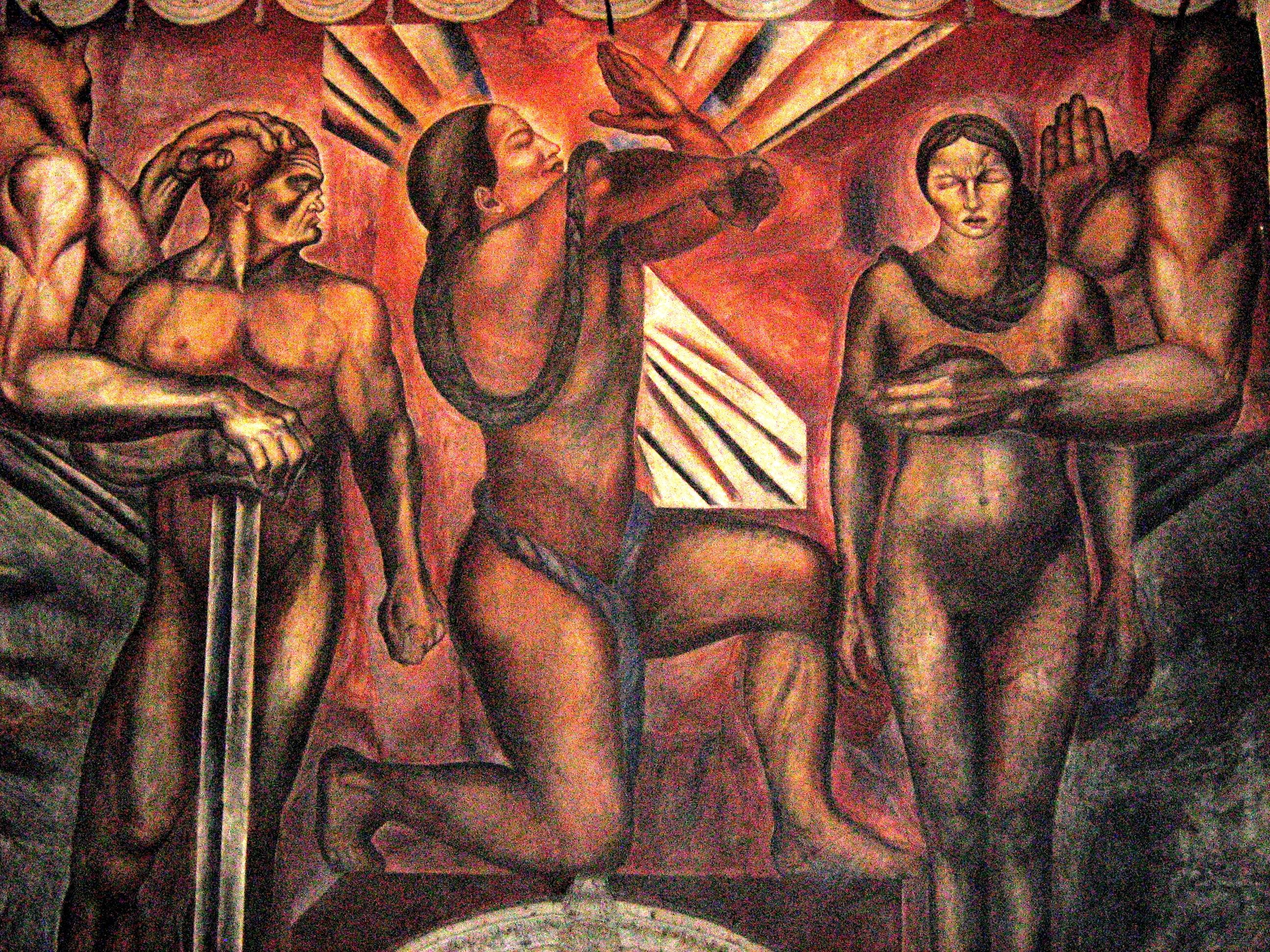
Хосе Клементе Ороско, Настінна розпис, 1925 рік

Муралізм — художній рух, який сформувався в Латинській Америці. Він широко представлений мексиканським рухом муралізму Дієго Рівери, Давида Альфаро Сікейроса, Хосе Клементе Ороско та Руфіно Тамайо. У Чилі Хосе Вентуреллі та Педро Нель Гомес були впливовими муралістами. Сантьяго Мартінес Дельгадо виступав за муралізм у Колумбії, як і Габріель Брачо у Венесуелі. У Домініканській Республіці іспанський вигнанець Хосе Вела Дзанетті створив понад 100 фресок. Еквадорський художник Освальдо Гуаясамін(учень Ороско), бразилець Кандідо Портінарі та болівійський Мігель Аландія Пантоха створили вражаючі мурали. Мексиканський муралізм був престижним, як ніякий інший американський мистецький рух. Завдяки муралізму художники в Латинській Америці знайшли своєрідний вид мистецтва, який часто зосереджувався на питаннях соціальної справедливості, пов'язаних з їх корінням.

## Генерація де ла Руптура

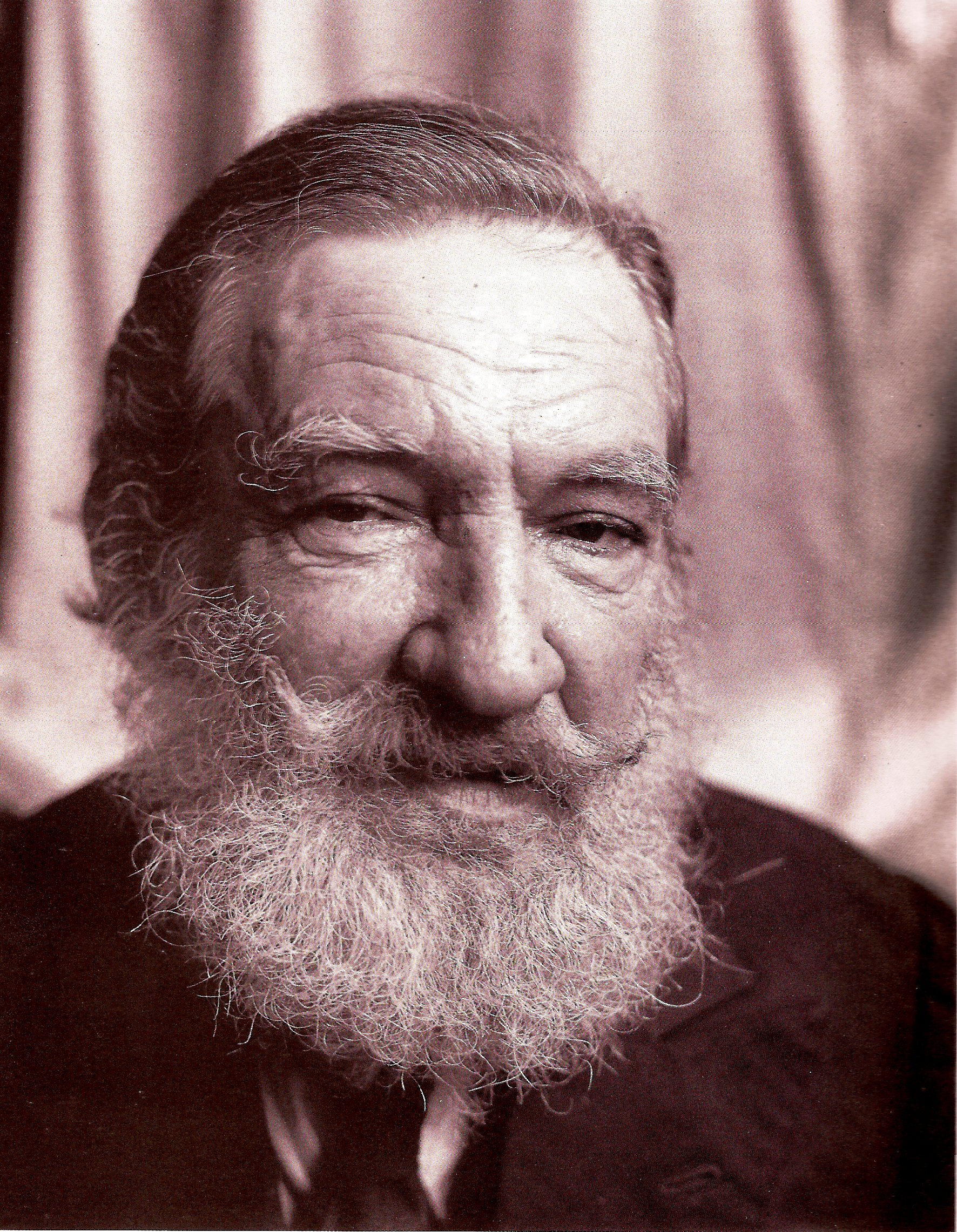
Армандо Реверон — один з найважливіших художників століття в Латинській Америці

Генерація де ла Руптура — це мистецький рух в Мексиці в 1960-х роках, коли молодші художники відірвалися від національного стилю муралізму. Молоді художники прагнули до більшої свободи стилю в мистецтв. Мексиканський художник Хосе Луїс Куевас вважається ініціатором Руптури. У 1958 році Куевас опублікував статтю під назвою «Кактусова завіса», в якій засуджував мексиканський муралізм як надмірно політичний, називав його «дешевою журналістикою», а не мистецтвом. Серед представників художників — Хосе Луїс Куевас, Альберто Жиронелла та Рафаель Коронель.
.

### Нова присутність
«Нова присутність» — група художників, заснована Арнольдом Бєлкіним та Фанчіско Ікасою на початку 1960-х років. У відповідь на такі жорстокі події, як Голокост та атомна бомба, митці Нуева-Пресенсія поділяли антиестетичне неприйняття сучасних тенденцій у мистецтві та вважали, що художник несе соціальну відповідальність. Їхні переконання були викладені в маніфесті, який був опублікований у першому номері однойменного огляду стендів. «Ніхто, особливо художник, не має права бути байдужим до соціального замовлення». До складу групи входили Франциско Корсас (1936 р.н.), Еміліо Ортіс (1936 р.н.), Леонель Гонгора (1933 р.), Артеміо Сепульведа (р. 1936), а також Хосе Муньос, Франциско Корсас та фотограф Ігнасіо «Начо» Лопес.

## Сюрреалізм
Французький поет і засновник сюрреалізму Андре Бретон, відвідав Мексику в 1938 році і проголосив її «сюрреалістичною країною». Сюрреалізм, художній рух, що виник у Європі після Першої світової війни, мав значний вплив на мистецтво Латинської Америки.

Широко відома мексиканська художниця Фріда Кало написала автопортрети та зображення традиційної мексиканської культури у стилі, що поєднує реалізм, символізм та сюрреалізм. Хоча Кало колись сказала: "Вони думали, що я сюрреаліст, але я не була. Я ніколи не писала мрії. Я малювала власну реальність " Картини Кало вимагають найвищої ціни продажу серед усіх латиноамериканських картин. Серед інших жінок-мексиканських сюрреалістів — Леонора Керрінгтон (британка, яка переїхала до Мексики) та Ремедіос Варо (іспанська еміграція). Мексиканський художник Альберто Жиронелла, чилійські художники Роберто Матта, Маріо Карреньо Моралес та Немезіо Антунес, кубинський художник Віфредо Лам та аргентинський художник Роберто Айзенберг також вважаються сюрреалістами.

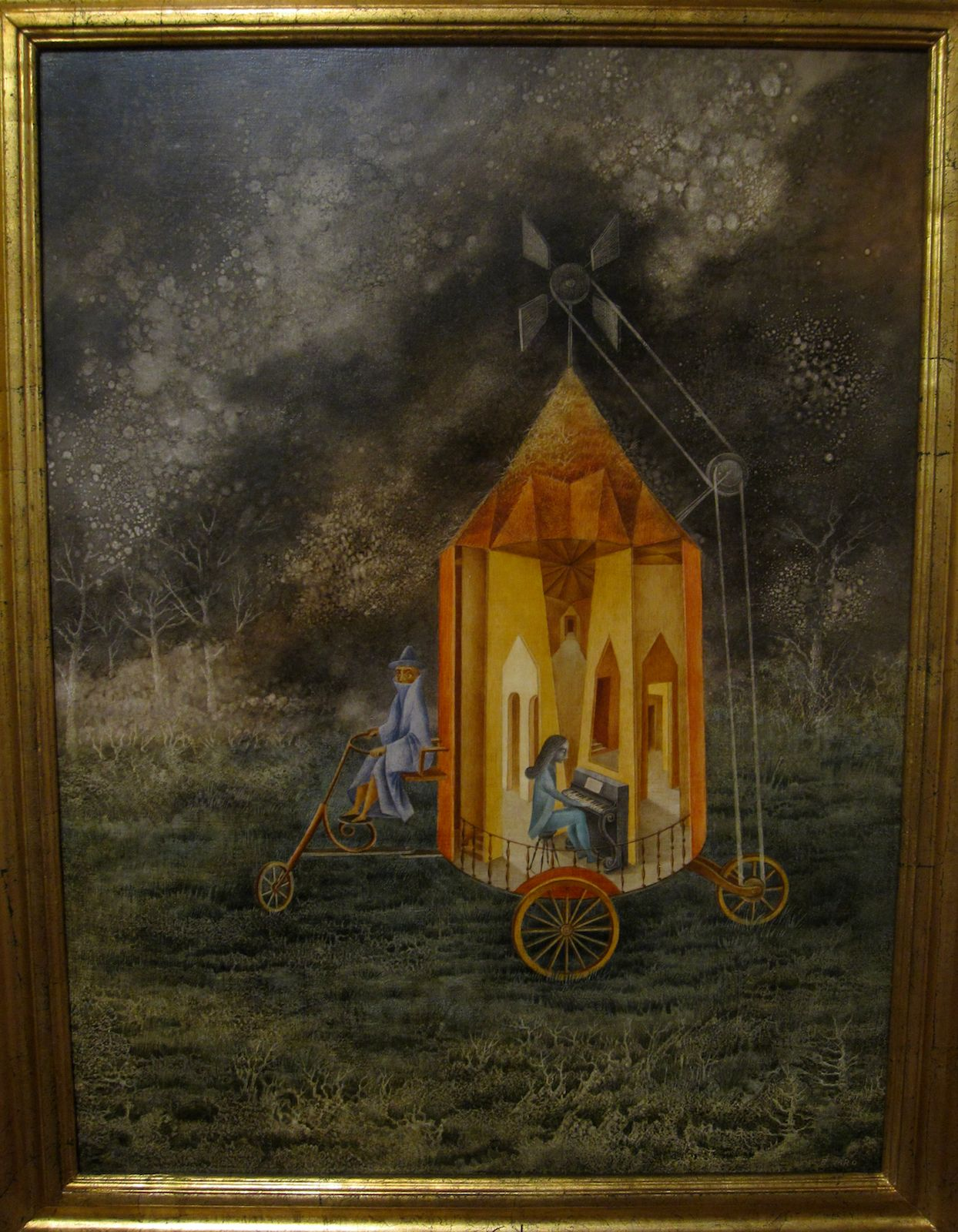
Ремедіос Варо(Мексика) Рулот, 1956 рік

## Сучасне мистецтво
З 1970-х років художники з усіх куточків Латинської Америки зробили важливий внесок у міжнародне сучасне мистецтво — від концептуальних скульпторів, таких як Доріс Сальседо (з Колумбії) та Даніель Лінд-Рамоса (з Пуерто-Рико), до художників, таких як Мірна Баес (з Пуерто Ріко), і таких Вік Муніс (з Бразилії), що працюють у засобах масової інформації.

## Стилі та тенденції

### Фігурація
Європейські класичні стилі мистецтва справили вагоме враження на мистецтво Латинської Америки. У XX столітті багатьох художників Латинської Америки продовжували навчати у стилі 19 століття, що призводило до постійного акценту на образній роботі. Робота часто охоплює низку різних стилів, таких як реалізм, поп-арт, експресіонізм та сюрреалізм. Багато хто має спільний інтерес до питань корінних народів та спадщини європейського культурного імперіалізму.
Аргентинська група художників у 1961 році створили комуну, яка була розформована в 1966 році. Художники Ромуло Макчіо, Ернесто Дейра, Хорхе де ла Вега та Луїс Феліпе Ное жили разом і мали спільну студію в Буенос-Айресі. Вони працювали в експресіоністичному абстрактному образному стилі з яскравими кольорами та колажем. Люди, які асоціюються з цією групою, — це Ракель Форнер, Антоніо Берні, Альберто Ередія та Антоніо Сегі.

### Пародія та соціально-політична критика

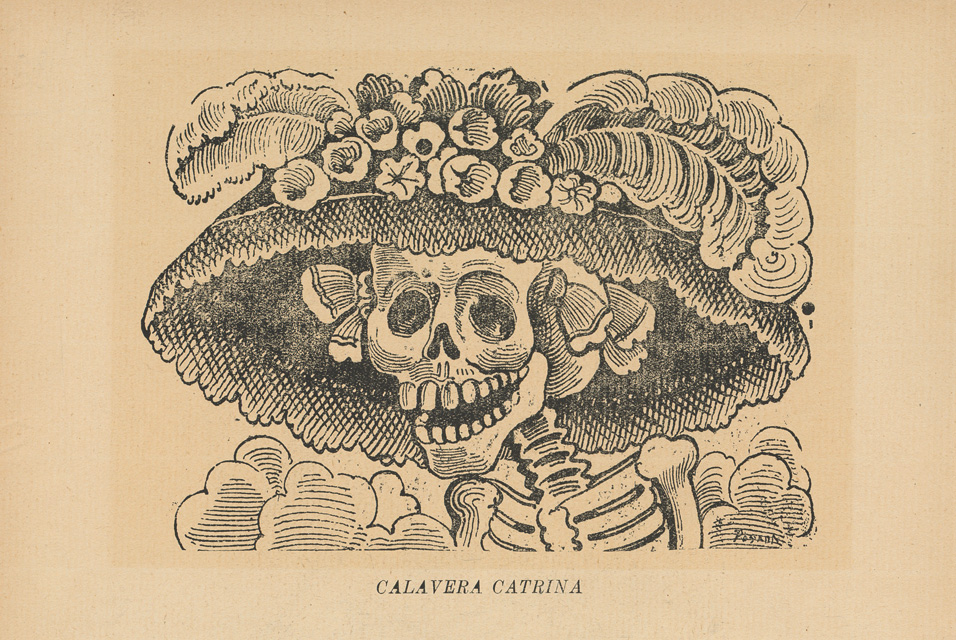
Хосе Гваделупе Посада (Мексика) Ла Калавера Катріна

Мистецтво в Латинській Америці часто використовувалося як засіб соціальної та політичної критики. Мексиканський графік Хосе Гваделупе Посада створив різкі образи мексиканських еліт у вигляді скелетів- калавер. Це було зроблено до Мексиканської революції, сильно вплинувши на художників, таких як Дієго Рівера. Типовою практикою серед латиноамериканських художників є пародія на картини Старого майстра, особливо на іспанський двір, виготовлені Дієго Веласкесом у 17 столітті. Ці пародії виконують подвійну мету, посилаючись на мистецьку та культурну історію Латинської Америки та критикуючи спадщину європейського культурного імперіалізму в країнах Латинської Америки. Часто застосовували цю техніку художники Фернандо Ботеро та Альберто Жиронелла.
Колумбійський художник Фернандо Ботеро, у роботі якого представлені унікальні «пухкі» фігури в різних ситуаціях, що стосуються тем влади, війни та соціальних питань, використовував цей прийом, щоб провести паралелі між діючими керівниками та іспанською монархією. Його картина 1967 року «Президентська сім'я» є раннім прикладом. Картина перегукується з іспанською придворною картиною Дієго Веласкеса 1656 року "Фрейліни", містить автопортрет Ботеро, що стоїть за великим полотном. Також він намалював потужну серію полотен, в основі яких — фотографії тортур американських військових в'язнів Іраку у в'язниці Абу-Грайб.
Мексиканський живописець Альберто Жиронелла, у стилі якого поєднуються елементи сюрреалізму та поп-арту, також продукував пародії на офіційні іспанські придворні картини. Він виконав десятки версій королеви Маріяни Веласкеса з 1652 року. Пародії Жиронелли критикують іспанське правління Мексики, включаючи диверсійні образи. «Королева ярмів» (1975–81) зображує Маріану зі спідницею, зробленою з перевернутих биків волу, що означає як домінування Іспанії над корінними народами Мексики, так і підрив іспанського панування тих людей. Хомут стає марним, якщо його перевернути. «Візитною карткою [Жиронелли] було використання в його роботах конкретних іспанських банок з продуктами (сардин, мідій тощо) та кришок від пляшок з газованою водою, прибитих або приклеєних навколо краю його картин».
Картини кубинської художниці Сандри Рамос, офорти, колажі та цифрова анімація вирішують теми табу в сучасному кубинському суспільстві, такі як расизм, масова міграція, комунізм та соціальна несправедливість у сучасному кубинському суспільстві.

## Фотографія

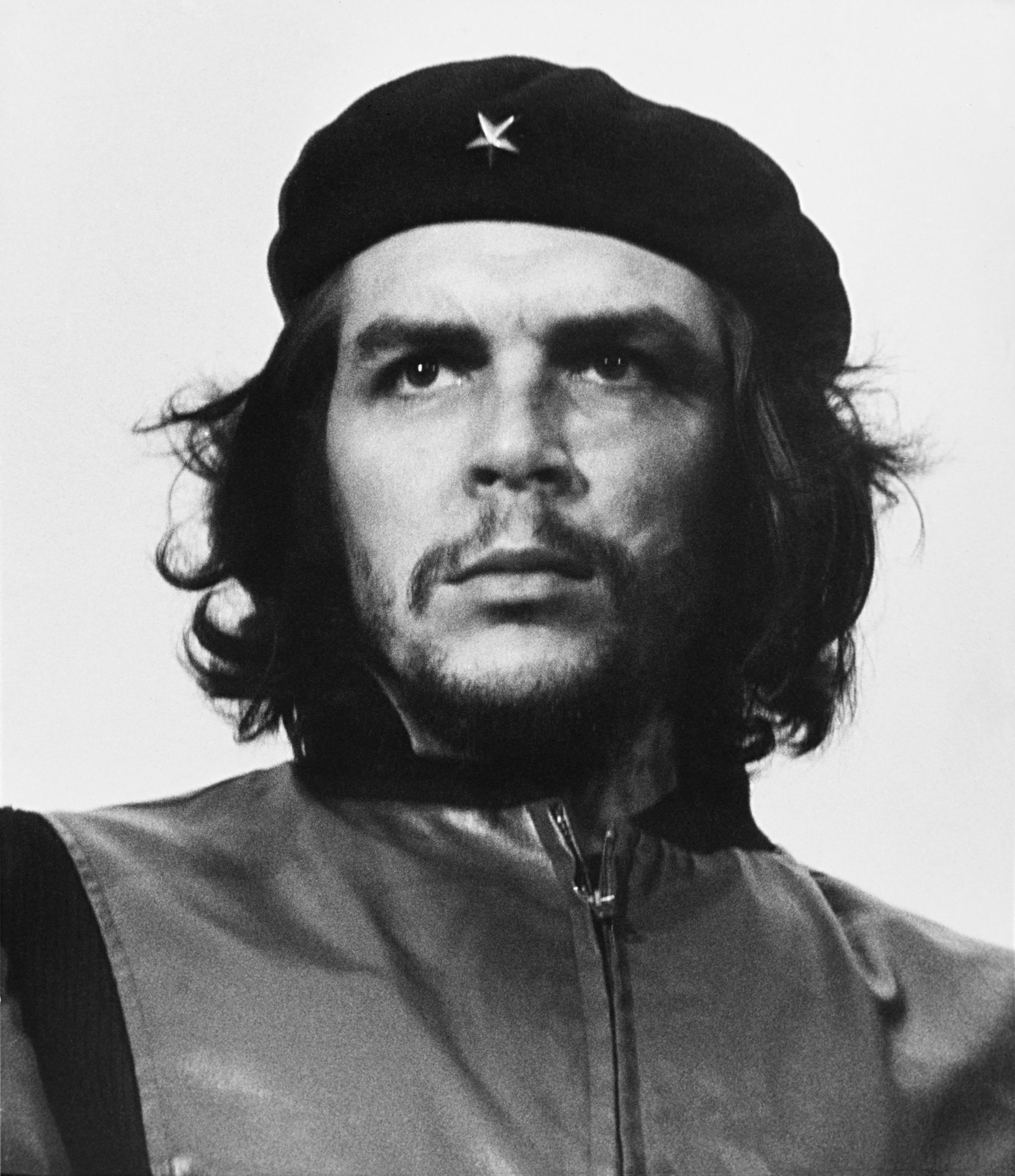
Партизанська героїка
Знімок Че Гевари Альберто Корда 5 березня 1960 р. На меморіальній службі Ла Кубре.

Низка латиноамериканців зробили значний внесок у сучасну фотографію. Гай Велосо та Хосе Бассі [Архівовано 31 січня 2020 у Wayback Machine.] фотографують бразильську релігійність. Гільєрмо Кало сфотографував мексиканські колоніальні будівлі та інфраструктуру, наприклад залізничний міст у Метлаці. Сам Агустін Касасола зробив багато зображень Мексиканської революції та склав архів мексиканських фотографій. Серед інших фотографів — корінний перуанець Мартін Чамбі, мексиканець Грасіела Ітурбіде та кубинець Альберто Корда, відомий своїм образом Че Гевара. Маріо Тестіно — відомий перуанський фотограф моди.

### Галерея

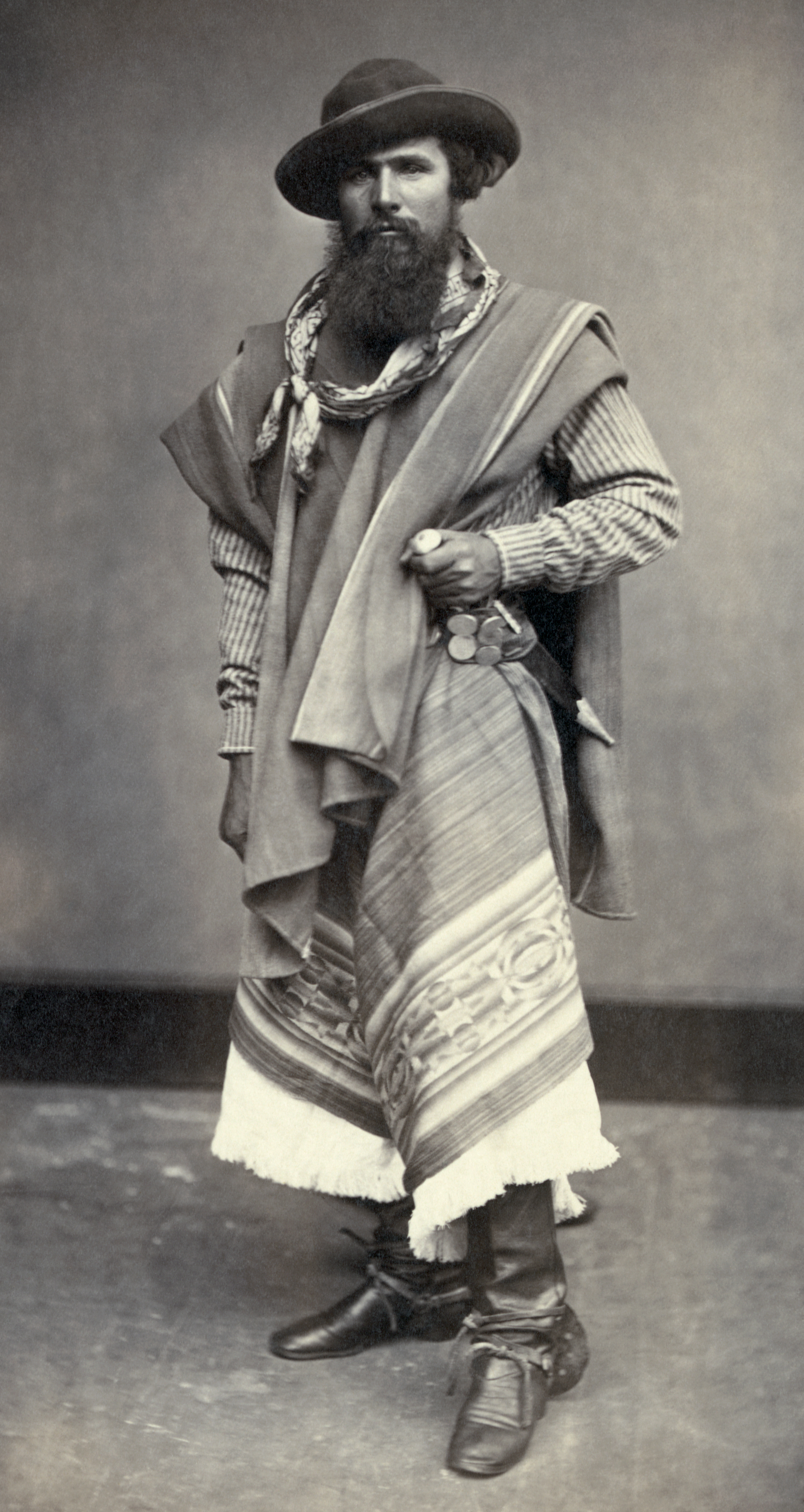
Фото аргентинського  гаучо. Courret Hermanos Fotogs., Ліма, Перу (1868)
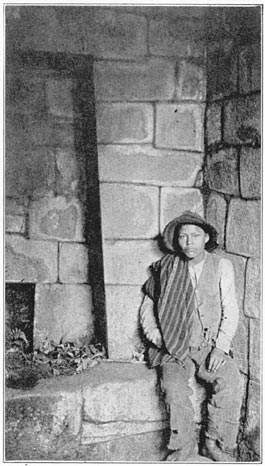
Мартін Чамбі (Перу), фотографія чоловіка в  Мачу-Пікчу, опублікована в країні  інків. Розвідки у високогір'ї Перу, 1922 рік
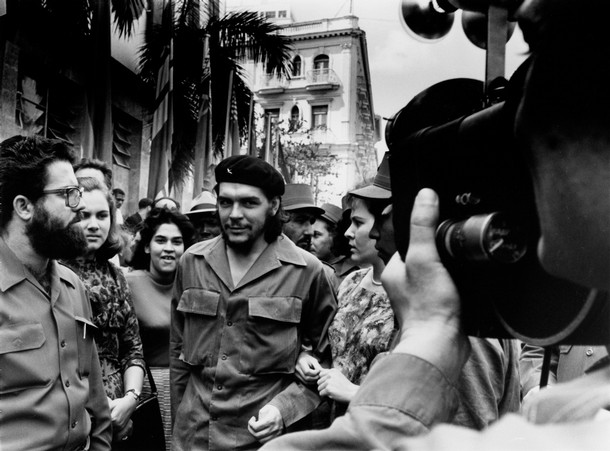
Альберто Корда фотографує  Че Гевар, зі зброєю в руках
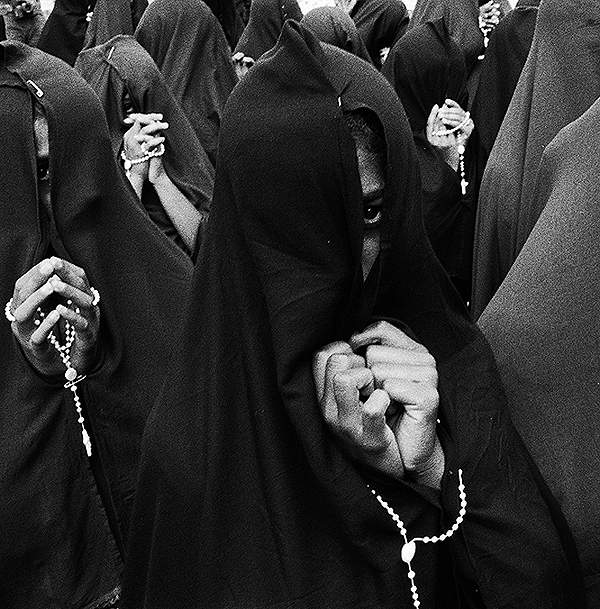
Гай Велосо. пенітенти [Архівовано 9 червня 2020 у Wayback Machine.], 2002. Желатиновий срібний принт